# 1957
1957 (MCMLVII) byl rok, který dle gregoriánského kalendáře započal úterým.

## Události
Automatický abecedně řazený seznam viz Kategorie:Události roku 1957

### Československo
- 1. ledna – V rámci reformy národního pojištění byla stanovena hranice důchodového věku 60 let pro muže a 55 let pro ženy.
- 1. dubna – V Litvínově byl zahájen provoz na prvním úseku normálně rozchodné tramvajové tratě do Mostu.
- 22. dubna – Proběhlo první losování sazky Sportka.[1]
- 28. dubna – Při železniční nehodě v Bylnici na Zlínsku zemřelo 10 lidí a 4 byli těžce zraněni.
- 20. července – České házenkářky se staly v Jugoslávii mistryněmi světa, když ve finále MS porazily Maďarsko 7:1.
- 17. října – Při akci Veřejné bezpečnosti v pražské vinárně Mánes bylo zadrženo asi 30 osob tančící rock and roll. Pět z nich bylo pak odsouzeno k trestu odnětí svobody na 10–20 měsíců.[2]
- 9. listopadu – Na Vysočině byla po 10 letech dokončena stavba Vírské přehrady.
- 13. listopadu – Zemřel prezident Antonín Zápotocký.
- 19. listopadu – Antonín Novotný se stal prezidentem Československa.
- V severních Čechách byl poprvé po téměř 400 letech zaznamenán výskyt losa v českých zemích.[3][4]
- Vyšlo první číslo časopisu ABC.
- Začal se vyrábět nákladní automobil Tatra 141 a lokomotiva 141.

### Svět
- 1. ledna – Sársko se připojilo k Západnímu Německu.
- 5. ledna
  - Americký prezident Dwight D. Eisenhower vyhlásil tzv. Eisenhowerovu doktrínu, na jejímž základě USA začaly poskytovat ekonomickou a vojenskou pomoc zemím Blízkého východu.
  - V rámci SSSR byla obnovena Čečensko-Ingušská republika.
- 9. ledna – Po britském neúspěchu v Suezské krizi odstoupil premiér Anthony Eden.
- 16. ledna – V Liverpoolu byl otevřen původně jazzový klub Cavern Club.
- 6. února – Sovětský svaz přiznal, že švédský diplomat Raoul Wallenberg byl sovětským vězněm a údajně zemřel 17. července 1947 na infarkt v moskevské věznici.[5]
- 15. února – Andrej Gromyko se stal ministrem zahraničí Sovětského svazu a ve funkci zůstal do roku 1985.
- 6. března – Ghana vyhlásila nezávislost na Spojeném království.
- 7. března – Izrael stáhl své jednotky z území Egypta.
- 25. března – Zástupci šesti zemí podepsali tzv. Římské smlouvy a založili tak Evropské hospodářské společenství (EHS) a Euratom.
- 27. března – Československý premiér Viliam Široký v Pekingu uzavřel Smlouvu o přátelství a spolupráci mezi Československem a Čínskou lidovou republikou.
- 9. dubna – Po Suezské krizi Egypt opět otevřel Suezský průplav.
- 5. května – V rakouských prezidentských volbách zvítězil socialista Adolf Schärf, rodák z moravského Mikulova.
- 16. května
  - Bývalý belgický premiér Paul-Henri Spaak se stal generálním tajemníkem NATO.
  - Z vězení byl propuštěn Walter Funk, ministr hospodářství nacistického Německa.
- červen – (SSSR) Většina členů ÚV KSSS (tzv. „konzervativci“, stalinisté) v čele s Molotovem se poprvé od r. 1917 pokusila svrhnout prvního tajemníka výboru, N. I. Chruščova. Chruščov ale nakonec zvítězil a poražená skupina se musela stáhnout z politického života.
- 9. června – Rakouská horolezecká expedice poprvé vystoupila na 12. nejvyšší vrchol světa, pákistánskou horu Broad Peak v pohoří Karákóram.
- 16. července – Americký letec John Glenn uskutečnil na stíhacím letounu Vought F-8 Crusader první nadzvukový transkontinentální let z Los Angeles do New Yorku za 3 hodiny a 23 minut.
- 25. července – V Tunisku byl svržen poslední monarcha Muhammad VIII., vyhlášena republika a prezidentem se na 30 let stal Habíb Burgiba.
- 29. července – Zástupci 56 zemí založili Mezinárodní agenturu pro atomovou energii.
- 15. září – Ve volbách do německého spolkového sněmu získala absolutní většinu koalice CDU/CSU pod vedením dosavadního kancléře Konrada Adenauera, když obdržela 50,2 % hlasů.
- 21. září – Po 52 letech vlády zemřel norský král Haakon VII. a na trůn nastoupil Olaf V., který panoval do roku 1991.
- 23. září – Za přítomnosti 150 členů Národní gardy mohla skupina devíti afroamerických studentů Little Rock Nine po několikatýdenních protestech a incidentech začít studium na střední škole v arkansaském Little Rocku.
- 29. září – Kyštymská katastrofa: V Čeljabinské oblasti v Sovětském svazu v jaderném komplexu Majak došlo při výrobě plutonia k explozi a ke třetí největší jaderné havárii na světě.*
- 30. září – V Ženevě byla přijata úmluva o přepravě nebezpečných věcí (ADR).
- 10. října – V britské jaderné elektrárně Calder Hall došlo k největší britské jaderné havárii, při níž radioaktivní kontaminace zasáhla i další evropské země.
- 28. října – Izraelským prezidentem byl zvolen Jicchak Ben Cvi.
- 20. prosince – Poprvé vzlétl dopravní letoun Boeing 707.

### Probíhající události
- 1953–1959 Kubánská revoluce
- 1954–1962 Alžírská válka
- 1955–1972 První súdánská občanská válka
- 1955–1975 Válka ve Vietnamu

## Vědy a umění

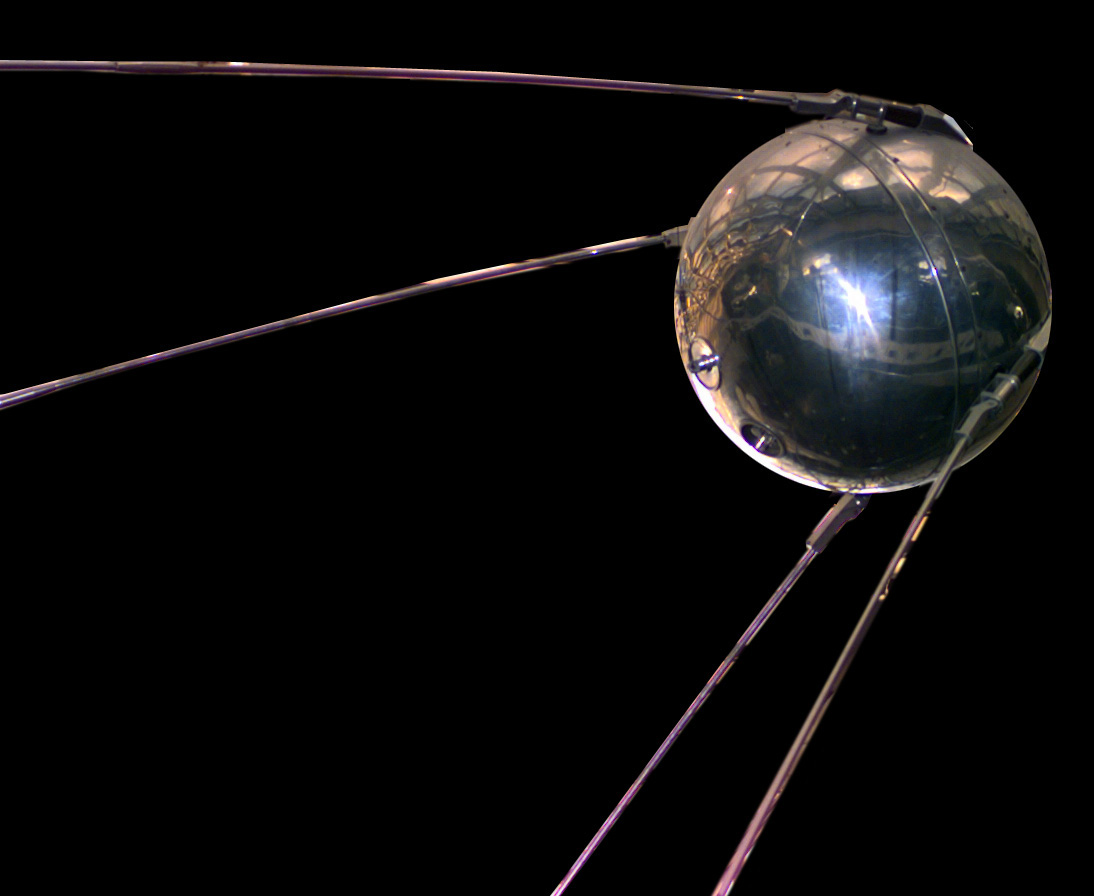
Sputnik 1

- 15. května – Na tichomořském ostrově Malden byla odpálena první britská vodíková bomba.
- 28. února – Ve francouzsko-belgickém magazínu Spirou začal vycházet komiks Gaston.
- 1. července – Byl zahájen Mezinárodní geofyzikální rok, který dal příležitost ke spolupráci vědců celého světa.
- 6. července – John Lennon se v Liverpoolu na koncertu své kapely The Quarrymen seznámil s Paulem McCartneym.
- 27. srpna – SSSR oznámil vypuštění první mezikontinentální balistické rakety R-7, která se stala předzvěstí kosmonautiky.
- 4. října
  - SSSR vypustil první umělou družici Země, Sputnik 1 z kosmodromu Bajkonur.
  - Po filmech Jan Hus a Jan Žižka představil režisér Otakar Vávra v českých kinech třetí díl husitské trilogie Proti všem.
- 3. listopadu – Vypuštěn Sputnik 2 se psem Lajkou na palubě. Družice obíhala do 14. dubna 1958.
- 5. listopadu – V Leningradu spuštěn na vodu první atomový ledoborec Lenin.
- 19. listopadu – Dirigent Leonard Bernstein jmenován uměleckým šéfem New York Philharmonic, kde nahradil Dimitri Mitropoulose
- 6. prosince – Při neúspěšném startu rakety na mysu Canaveral explodovaly palivové nádrže a družice Vanguard TV3 byla zničena.
- V Praze na Národní třídě byl jako malé experimentální jeviště otevřen klub Reduta.

### Knihy
Automatický abecedně řazený seznam viz Kategorie:Knihy z roku 1957
- Isaac Asimov – Nahé slunce
- Menachem Begin – Bílé noci
- Ray Bradbury – Pampeliškové víno
- Arthur Charles Clarke – Historky od Bílého jelena
- Lion Feuchtwanger – Jefta a jeho dcera
- Carlo Emilio Gadda – Ten zatracený případ v Kosí ulici
- Robert Anson Heinlein – Dveře do léta
- Winston Churchill – Dějiny anglicky mluvících národů
- Ivan Antonovič Jefremov – Mlhovina v Andromedě
- Jack Kerouac – Na cestě
- Alberto Moravia – Horalka
- Vladimir Nabokov – Pnin
- Boris Leonidovič Pasternak – Doktor Živago
- Ayn Randová – Atlasova vzpoura
- Bohumil Říha – O letadélku Káněti
- William Saroyan – Tati, tobě přeskočilo
- Michail Alexandrovič Šolochov – Osud člověka
- Harry Thürk – Hodina mrtvých očí
- John Wyndham – Midwichské kukačky

## Nobelova cena
- Nobelova cena za fyziku – Jang Čen-ning, Li Čeng-tao
- Nobelova cena za chemii – Alexander Robertus Todd
- Nobelova cena za fyziologii a lékařství – Daniel Bovet
- Nobelova cena za literaturu – Albert Camus
- Nobelova cena za mír – Lester B. Pearson

## Narození

### Česko

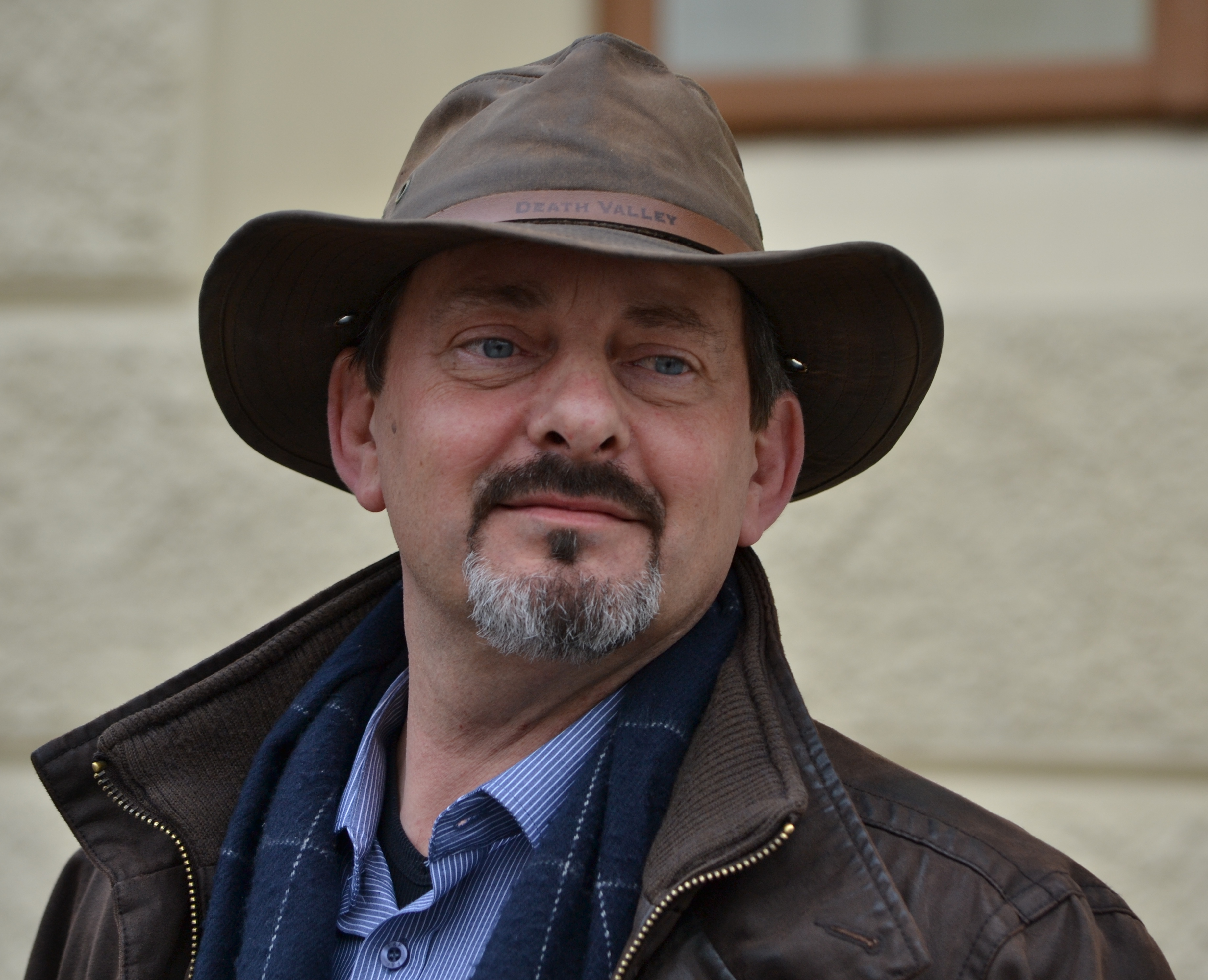
Otakar Brousek mladší (* 8. května; herec)

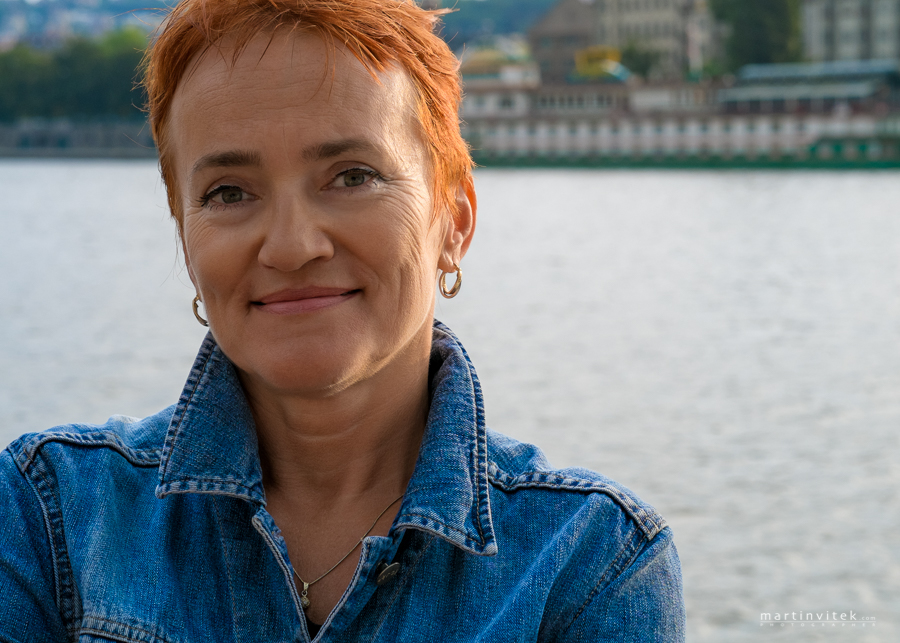
Tereza Boučková (* 24. května; spisovatelka)

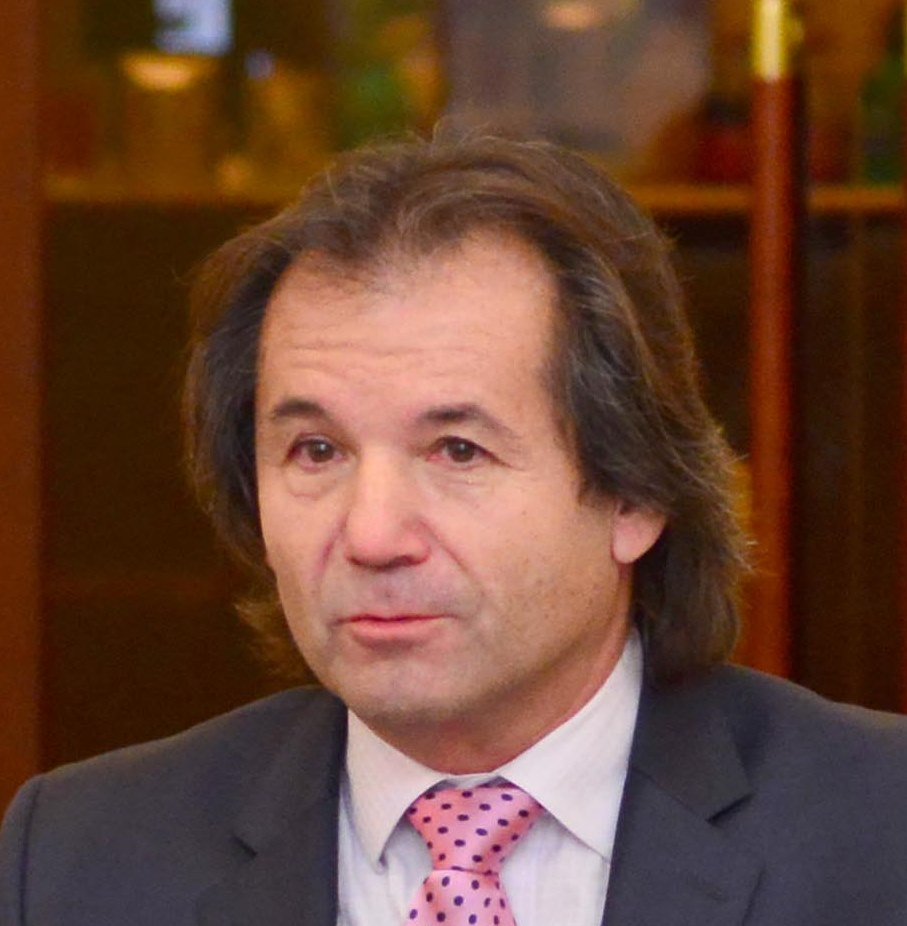
Andor Šándor (* 9. července; generál)

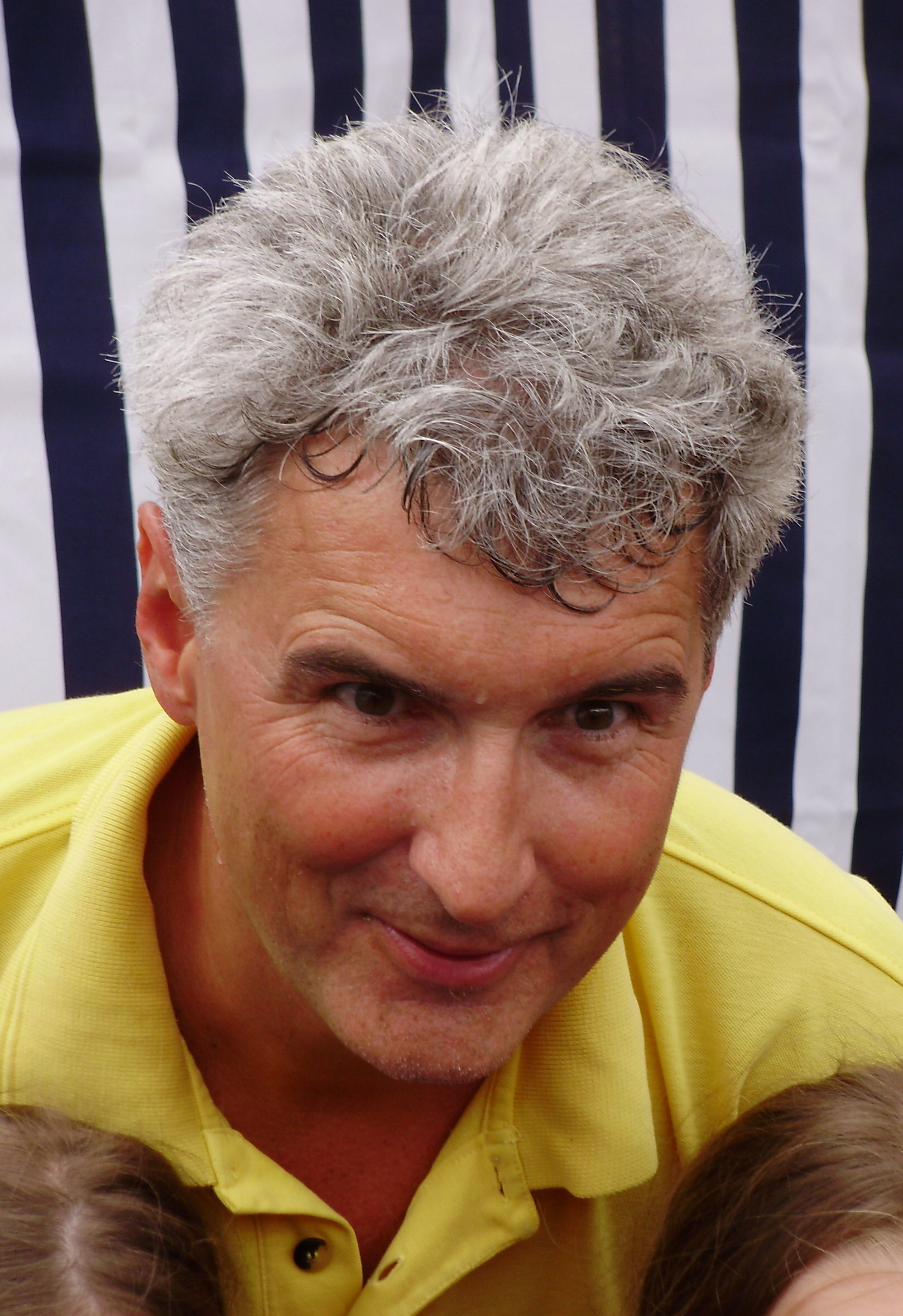
Michal Nesvadba (* 3. listopadu; mim)

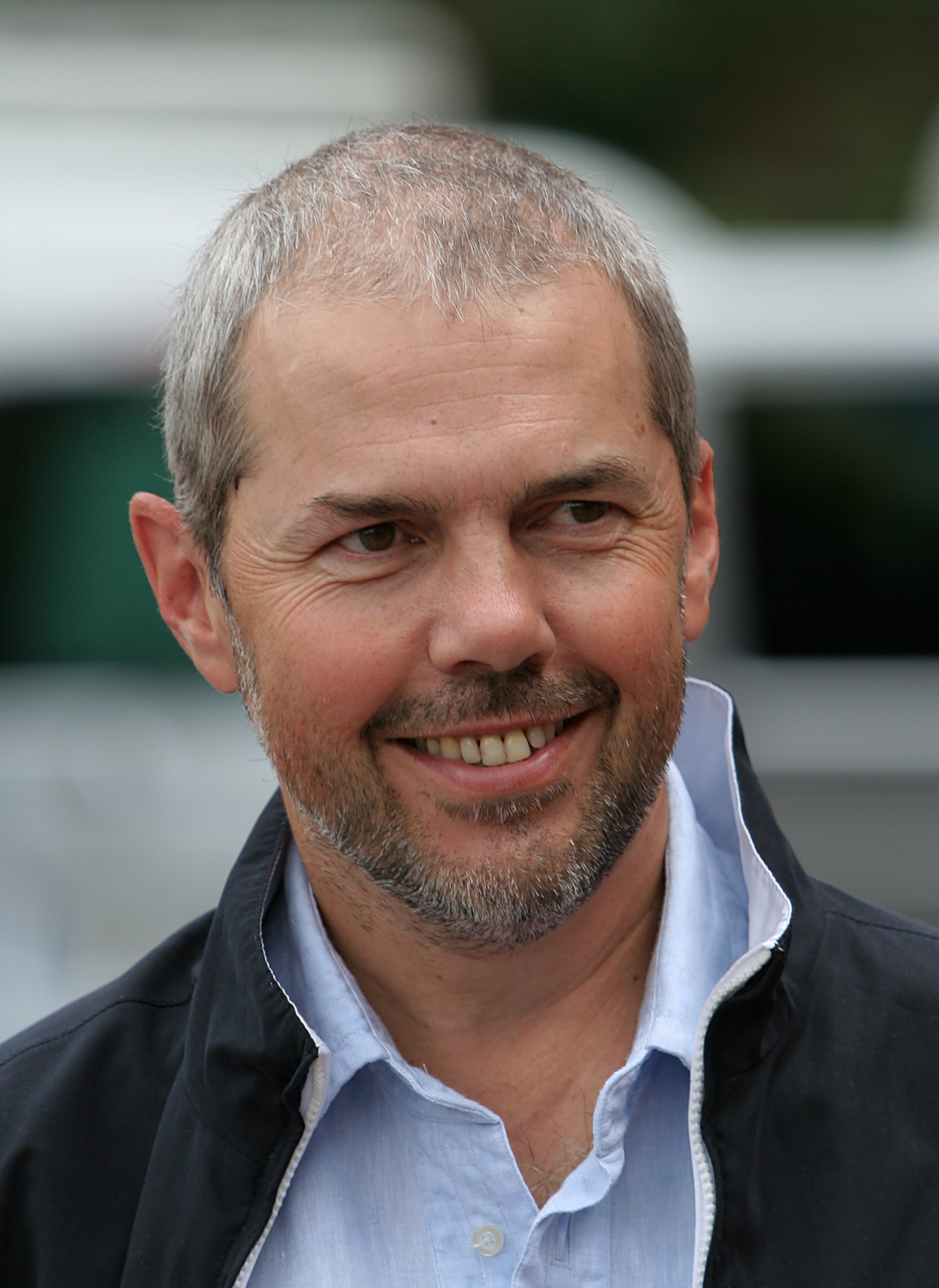
Marek Eben (* 18. prosince; herec a hudebník)

- 02. ledna – Vlastibor Konečný, cyklista, bronzový olympijský medailista
- 07. ledna – Pavel Calda, lékař, gynekolog, porodník a genetik
- 09. ledna – Jan Sahara Hedl, zpěvák, textař a písničkář
- 10. ledna – Martin Fendrych, novinář a spisovatel, politik
- 18. ledna – Teodor Černý, cyklista, bronzový na OH 1980
- 23. ledna – Lubomír Kupčík, malíř, grafik a ilustrátor
- 25. ledna – Miloš Makovský, rockový kytarista
- 29. ledna – Zdeněk Chlopčík, tanečník
- 02. února
  - Jan Jiráň, herec, hudebník, písničkář
  - Erik Pardus, herec († 10. května 2011)
- 05. února – Luboš Hucek, fagotista († 20. prosince 2021)
- 07. února – Pavel Skála, kytarista
- 10. února
  - Tereza Brdečková, filmová kritička, novinářka, publicistka, spisovatelka
  - Zdeněk Bureš, herec
- 11. února – Jan Páleníček, violoncellista
- 13. února – Kamila Berndorffová, reportážní a dokumentární fotografka
- 15. února – Lubomír Nohavica, hudební skladatel, textař, zpěvák a klavírista
- 18. února – Miroslav Adámek, malíř, grafik a ilustrátor († 22. ledna 2002)
- 21. února – Tomáš Březina, podnikatel a politik
- 22. února – Milan Peric, malíř, sochař a hudebník
- 23. února – Jiří Staněk, básník, prozaik, recenzent a sběratel
- 25. února – Martin Klásek, loutkář, zpěvák, interpret Hurvínka a Spejbla
- 28. února – Rudolf Rožďalovský, kytarista
- 06. března – Jan Sapák, architekt, teoretik architektury
- 09. března – David Vávra, architekt, herec a spisovatel
- 11. března – Pavel Pavel, technik a experimentální archeolog
- 15. března – Dana Vlachová, houslistka a hudební pedagožka
- 25. března – Jana Skalická, výtvarnice a pedagožka († 1. dubna 2015)
- 06. dubna – Jaroslava Maxová, operní pěvkyně-mezzosopranistka
- 10. dubna – Zdeněk Pohlreich, šéfkuchař, gastronom
- 12. dubna – Milan Šteindler, humorista, herec, scenárista a režisér
- 15. dubna
  - Jiří Gemrot, hudební skladatel, rozhlasový režisér
  - Jiří Kolbaba, cestovatel, fotograf a spisovatel
  - Jan Pelc, spisovatel
- 22. dubna – Ota Zaremba, olympijský vítěz z roku 1980 ve vzpírání
- 23. dubna – Patrik Ouředník, česky a francouzsky tvořící spisovatel a překladatel
- 27. dubna – Jaroslav Róna, sochař a malíř, keramik
- 05. května – Petr Rudolf Manoušek, zvonař
- 06. května – Miroslav Mašláň, fyzik, rektor Univerzity Palackého v Olomouc
- 07. května – Jan Winkler, právník, politik a diplomat († 16. února 2009)
- 08. května – Otakar Brousek mladší, herec
- 10. května – Petr Daněk, muzikolog, pedagog, dramaturg
- 11. května – Petr Nikolaev, scenárista a režisér
- 13. května – Martin Poláček, varhanář a restaurátor varhan
- 18. května – Cyril Krejčí, volejbalista
- 21. května – Martin Penc, cyklista, bronzový na OH 1980
- 24. května – Tereza Boučková, spisovatelka
- 30. května
  - Tomáš Víšek, klavírista
  - Irena Veverková , archivářka, historička a publicistka
- 31. května – Olga Lomová, sinoložka a překladatelka
- 02. června – Tomáš Vorel, režisér, scenárista a příležitostný herec
- 03. června
  - Svatava Antošová, spisovatelka
  - Martin Faltýn, režisér a herec
- 16. června
  - Martin Němec, hudebník a hudební skladatel
  - Margita Titlová, malířka
- 25. června – Ivana Houserová, sklářská výtvarnice († 5. června 2015)
- 27. června – Alexandr Mitrofanov, novinář ruského původu
- 30. června – Jan Mazák, herec
- 06. července – Bartoloměj Štěrba, sochař, restaurátor a štukatér
- 08. července – Ludvík Němec, spisovatel
- 09. července – Andor Šándor, generál v záloze a bezpečnostní poradce
- 19. července – Rut Bízková, ministryně životního prostředí ČR
- 24. července – Jaroslav Navrátil, tenista
- 27. července – Aleš Hušák, generální ředitel společnosti Sazka
- 01. srpna – Ivan Blecha, filozof a historik
- 04. srpna – Jiří Besser, ministr kultury ČR
- 09. srpna – Daniela Filipiová, politička a architektka
- 15. srpna – Hana Křížková, herečka a zpěvačka
- 20. srpna – Simona Binková, historička a překladatelka
- 09. září – Jan Seidl, bubeník
- 10. září
  - Dana Bartůňková, herečka
  - Josef Bradna, herec
- 11. září – Dalibor Tureček, literární historik a folklorista
- 12. září – Vojtěch Lindaur, hudební publicista, dramaturg, překladatel († 8. ledna 2018)
- 15. září – Jiří Zlatuška, rektor Masarykovy univerzit, politik
- 20. září
  - Daniel Balabán, malíř a vysokoškolský pedagog
  - Jaroslav Ježek mladší, hudebník, prasynovec hudebního skladatele Jaroslava Ježka († 2. prosince 1985)
- 25. září – Jan Štolba, spisovatel, literární kritik a jazzový hudebník
- 27. září – Zdeněk Jirásek, historik a politik
- 01. října – Michal Kraus, podnikatel a politik
- 7. října – Jana Matesová, ekonomka
- 11. října – Vladimír Zatloukal, kytarista
- 14. října – Pavel Zemek-Novák, hudební skladatel
- 15. října – Milan Blšťák, fotograf
- 22. října – Jana Bednářová, spisovatelka
- 29. října – František Černý, zpěvák, kytarista a herec
- 30. října – Markéta Muchová, zpěvačka a herečka
- 02. listopadu – Jana Volfová, učitelka a politička
- 03. listopadu – Michal Nesvadba, herec (mim)
- 07. listopadu – Přemysl Martinec, výtvarník
- 08. listopadu
  - Irena Budweiserová, zpěvačka, textařka, skladatelka, pedagožka
  - Robert Fremr, soudce Mezinárodního trestního soudu
- 09. listopadu – Josef Kautzner, kardiolog
- 13. listopadu – Miluše Šplechtová, herečka a dabérka
- 25. listopadu – Tomáš Kladívko, politik
- 06. prosince – Pavel Koutský, filmař animovaných filmů
- 16. prosince – Eduard Feireisl, matematik
- 18. prosince
  - Marek Eben, herec, moderátor, skladatel, písničkář a zpěvák
  - Jan Slovák, grafik, řezbář, básník, spisovatel
- 26. prosince
  - Pavel Fajt, hudebník
  - Petr Jirmus, akrobatický pilot

### Svět
- 1. ledna

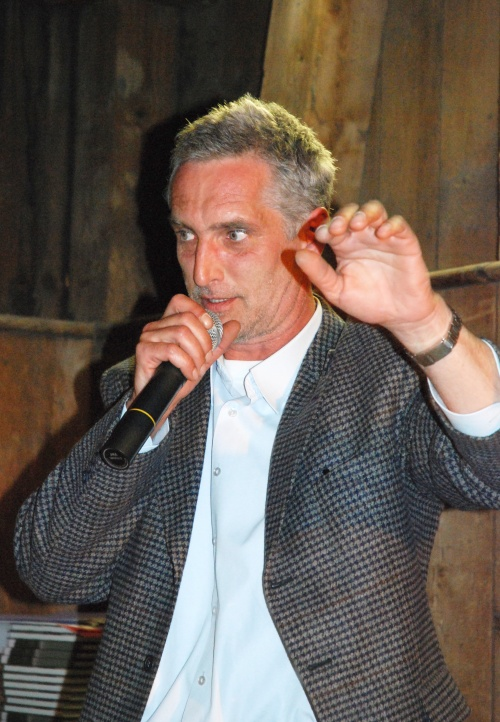
Tomáš Hanák (* 27. března)

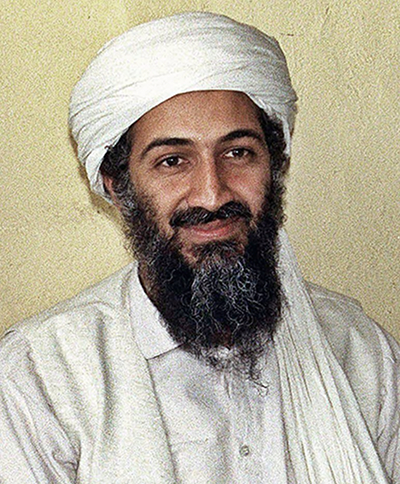
Usáma bin Ládin (* 10. března)

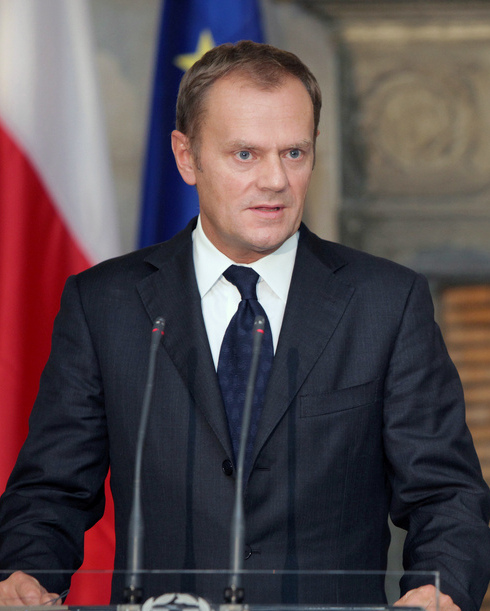
Donald Tusk (* 22. dubna)

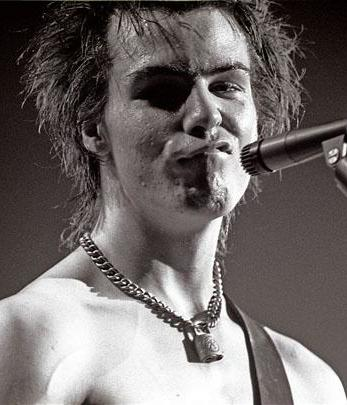
Sid Vicious (* 10. května)

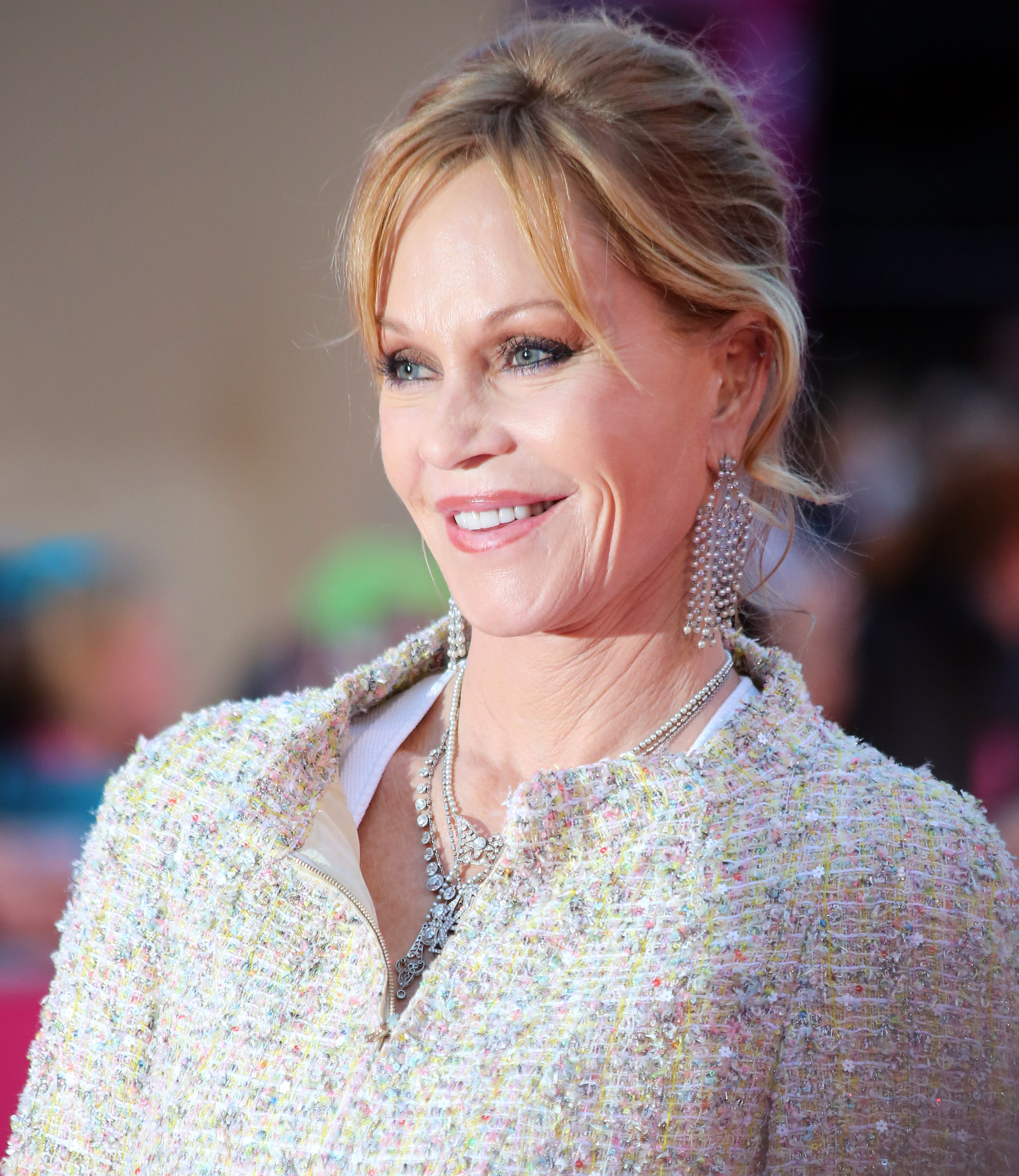
Melanie Griffithová (* 9. srpna)

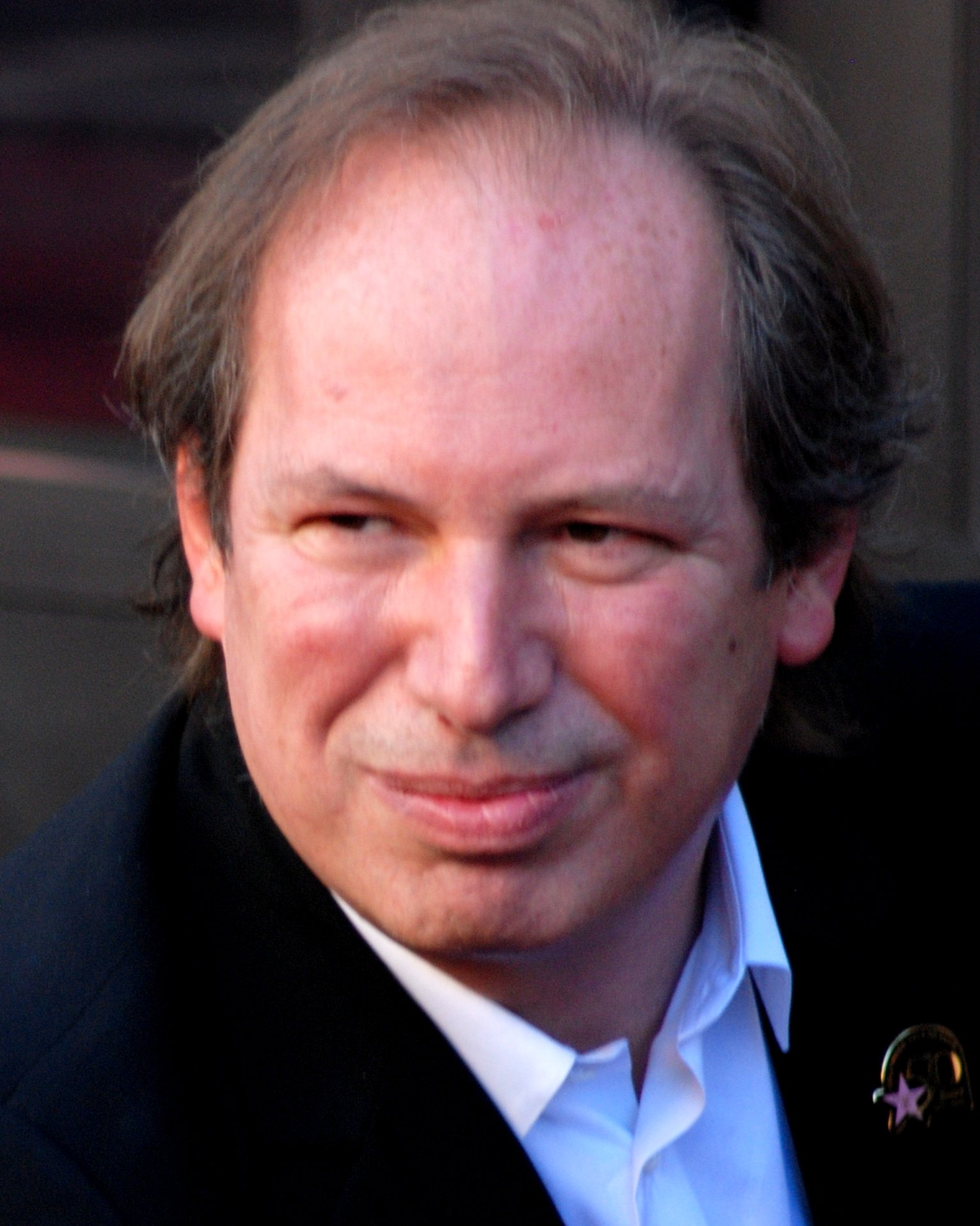
Hans Zimmer (* 12. září)

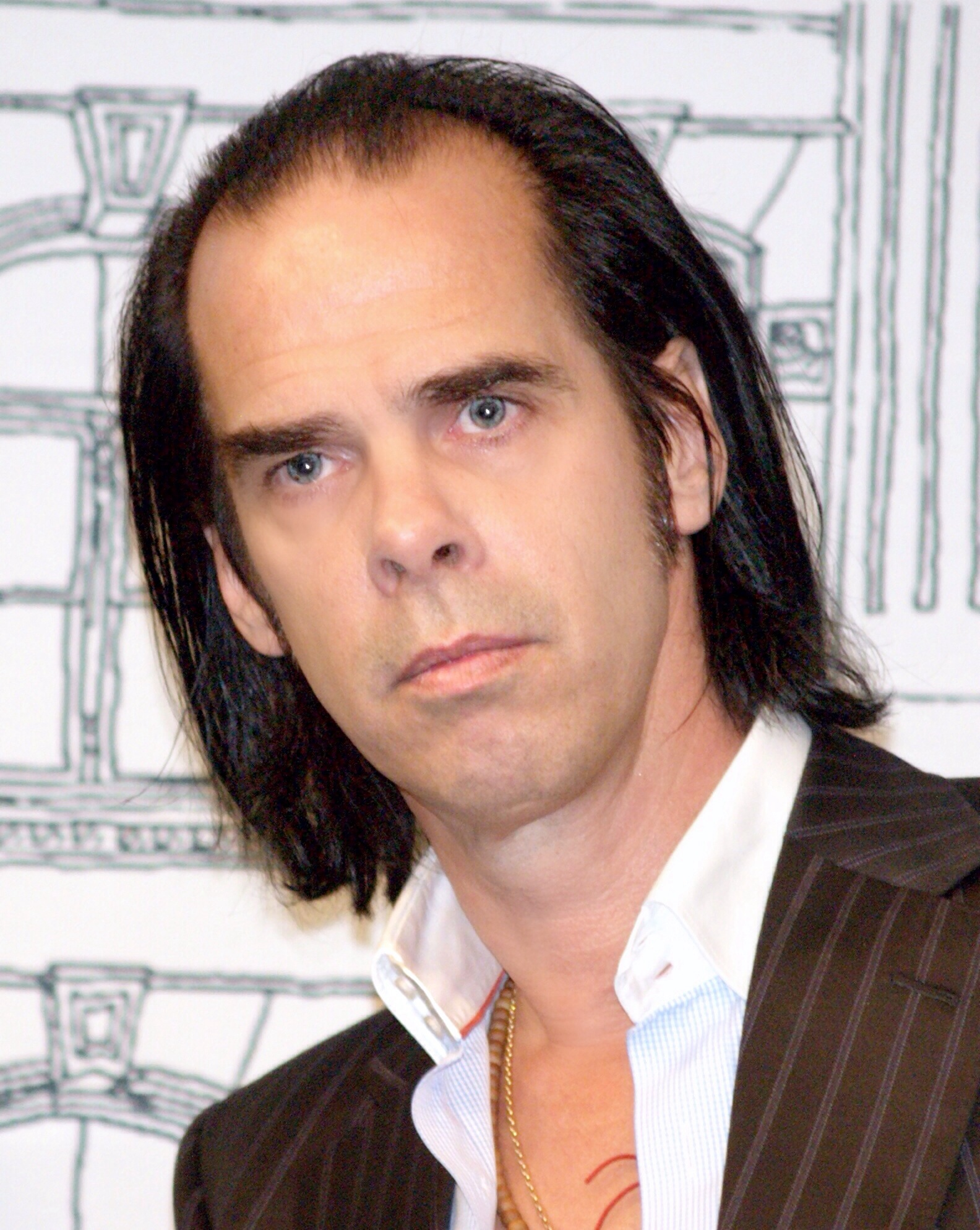
Nick Cave (* 22. září)

  - Volodimir Kiseljov, sovětský olympijský vítěz ve vrhu koulí († 7. ledna 2021)
  - Christopher Moore, americký spisovatel komické fantasy
- 5. ledna – Maartin Allcock, britský multiinstrumentalista
- 9. ledna – Kari Hotakainen, finský spisovatel
- 14. ledna – Steve Jordan, americký multiinstrumentalista, hudební skladatel
- 22. ledna – Mike Bossy, kanadský lední hokejista († 15. dubna 2022)
- 23. ledna – Caroline, hannoverská princezna, monacká princezna
- 27. ledna
  - Janick Gers, britský kytarista a skladatel
  - Frank Miller, americký spisovatel, scenárista a kreslíř komiksů
- 28. ledna – Alexandr Železňakov, ruský fyzik, popularizátor kosmonautiky, spisovatel
- 29. ledna – Grażyna Millerová, polská básnířka († 17. srpna 2009)
- 4. února – Walter van Beirendonck, belgický módní návrhář
- 6. února – Simon Phillips, britský jazzový a rockový perkusionista
- 12. února – Dominique Reymond, francouzská herečka
- 15. února – Jake E. Lee, americký kytarista
- 16. února – LeVar Burton, americký herec
- 18. února – Marita Kochová, německá sprinterka, olympijská vítězka
- 19. února
  - Falco, rakouský zpěvák († 6. února 1998)
  - Daína Chavianová, kubánská spisovatelka
- 23. února – Viktor Markin, sovětský sprinter, dvojnásobný olympijský vítěz
- 24. února – Rafael Gordillo, španělský fotbalista
- 26. února – Dariusz Wódke, polský šermíř
- 27. února
  - Adrian Smith, britský skladatel a kytarista Iron Maiden
  - Timothy Spall, anglický herec
- 28. února
  - Jan Ceulemans, belgický fotbalista
  - John Turturro, americký herec, scenárista a režisér
- 1. března – Rustam Minnichanov, prezident Tatarstánu
- 3. března – Greg Kot, americký novinář a spisovatel
- 7. března – Robert Harris, anglický spisovatel
- 8. března – Clive Burr, britský bubeník († 12. března 2013)
- 10. března
  - Graham Broad, britský bubeník
  - Usáma bin Ládin, zakladatel teroristické organizace al-Káida († 2. května 2011)
- 14. března
  - Franco Frattini, italský a evropský politik († 24. prosince 2022)
  - Pasquale Passarelli, německý zápasník, olympijský vítěz
  - Tad Williams, americký spisovatel v žánru fantasy a sci-fi
  - Thomas Winkelbauer, rakouský historik
- 15. března
  - Juan José Ibarretxe, baskický politik
  - David Silverman, americký animátor
- 18. března – Christer Fuglesang, švédský fyzik a astronaut
- 22. března – Jacek Kaczmarski, polský básník, spisovatel, textař a písničkář († 10. dubna 2004)
- 23. března – Amanda Plummer, americká herečka
- 27. března – Tomáš Hanák, český herec a moderátor
- 29. března – Christopher Lambert, francouzský herec
- 30. března – Paul Reiser, americký herec, spisovatel a muzikant
- 2. dubna – Barbara Jordanová, americká tenistka
- 4. dubna
  - Peter Englund, švédský historik a spisovatel
  - Aki Kaurismäki, finský filmový scenárista a režisér
- 6. dubna – Maurizio Damilano, italský olympijský vítěz v chůzi na 20 km
- 9. dubna – Seve Ballesteros, španělský golfista († 7. května 2011)
- 12. dubna – Vince Gill, americký country zpěvák, kytarista a skladatel
- 13. dubna – Amy Goodmanová, americká novinářka a spisovatelka
- 14. dubna – Lothaire Bluteau, kanadský herec
- 15. dubna – Evelyn Ashfordová, americká sprinterka, olympijská vítězka
- 17. dubna – Nick Hornby, britský spisovatel
- 19. dubna – Tony Martin, britský rockový zpěvák
- 21. dubna – Faustin-Archange Touadéra, premiér Středoafrické republiky
- 22. dubna – Donald Tusk, předseda vlády Polska, předseda Evropské rady
- 23. dubna
  - Neville Brody, britský grafický designér
  - Kendži Kawai, japonský hudební skladatel
  - Dominique Horwitz, francouzský herec a zpěvák
- 24. dubna
  - David J, britský zpěvák a baskytarista
  - Bamir Topi, albánský prezident
- 25. dubna – Erik Groch, slovenský básník, knižní grafik a vydavatel
- 29. dubna – Daniel Day-Lewis, britský herec
- 5. května – Peter Howitt, britský herec, scenárista a režisér
- 10. května – Sid Vicious, anglický rockový hudebník († 2. února 1979)
- 11. května – Fanny Cottençonová, francouzská herečka a producentka
- 12. května – Tonio Borg, maltský a evropský politik
- 13. května
  - Claudie Haigneréová, francouzská lékařka, kosmonautka a politička
  - Kodži Suzuki, japonský spisovatel
- 14. května – Daniela Dessìová, italská operní pěvkyně – sopranistka († 20. srpna 2016)
- 15. května
  - Norbert Növényi, maďarský zápasník, olympijský vítěz
  - Margaretha Lichtenštejnská, lucemburská a lichtenštejnská princezna
- 16. května – Joan Benoitová, americká běžkyně, olympijská vítězka
- 17. května – Peter Høeg, dánský spisovatel
- 18. května – Michael Cretu, rumunský hudebník
- 20. května – Jošihiko Noda, japonský premiér
- 21. května – Ján Steinhübel, slovenský historik
- 27. května – Siouxsie Sioux, britská zpěvačka
- 29. května – Ted Levine, americký herec
- 30. května – Carrie Dobrová, americká herečka
- 31. května – Jim Craig, americký hokejový brankář
- 7. června – Fred Vargas, francouzská historička, archeoložka a spisovatelka
- 10. června – Gediminas Vagnorius, litevský premiér
- 13. června – Rinat Dasajev, sovětský fotbalový brankář
- 17. června – Jon Gries, americký herec, scenárista a režisér
- 21. června – Luis Antonio Tagle, filipínský kardinál
- 23. června
  - Peter Kent, kanadský filmový herec a kaskadér
  - Frances McDormandová, americká herečka
- 26. června
  - Véronique Genestová, francouzská herečka
  - Mike Parker Pearson, britský archeolog
  - Andrea Pininfarina, ředitel rodinné karosářské firmy Pininfarina († 7. srpna 2008)
  - Jan Schütte, německý filmový režisér a scenárista
- 27. června – Gabriella Dorio, italská olympijská vítězka v běhu na 1500 metrů z roku 1984
- 28. června – Georgi Parvanov, prezident Bulharska
- 29. června
  - Gurbanguly Berdimuhamedow, prezident Turkmenistánu
  - Ouka Leele, španělská fotografka, malířka a básnířka († 24. května 2022)
- 1. července – Alexandr Savin, sovětský volejbalista
- 2. července
  - Bret Hart, kanadský spisovatel, herec a bývalý profesionální wrestler
  - Štefan Bučko, slovenský herec
- 3. července
  - Peter Breiner, slovenský klavírista, skladatel, dirigent
  - Poly Styrene, anglická punk rocková zpěvačka a skladatelka († 25. dubna 2011)
- 9. července
  - Marc Almond, britský zpěvák, skladatel a herec
  - Tim Kring, americký scenárista a producent
- 11. července – Peter Murphy, britský zpěvák
- 12. července – Richard Douglas Husband, americký vojenský pilot a astronaut († 1. února 2003)
- 13. července – Thierry Boutsen, belgický jezdec Formule 1
- 15. července – Mats Larsson, švédský lingvista, bohemista a překladatel
- 21. července – Stefan Löfven, předseda vlády Švédského království
- 23. července
  - Vachtang Blagidze, sovětský zápasník, olympijský vítěz
  - Theo van Gogh, nizozemský režisér, producent a herec († 2. listopadu 2004)
- 26. července
  - Jeff Blatnick, americký zápasník, olympijský vítěz († 24. října 2012)
  - Nana Visitorová, americká herečka
  - Yuen Biao, čínský herec, kaskadér, filmový producent a režisér
- 27. července
  - Gérald Cyprien Lacroix, kanadský primas a kardinál
  - Hansi Müller, německý fotbalista
- 30. července
  - Michael Burks, americký bluesový kytarista a zpěvák († 6. května 2012)
  - Nery Pumpido, argentinský fotbalista
- 2. srpna – Ángel Herrera Vera, kubánský boxer, olympijský vítěz
- 5. srpna – Šigeru Ban, japonský architekt
- 6. srpna – Faith Prince, americká herečka a zpěvačka
- 9. srpna
  - Melanie Griffithová, americká herečka
  - Sergej Chelemendik, ruský spisovatel a slovenský politik († 5. května 2016)
- 11. srpna – Richie Ramone, americký bubeník
- 13. srpna – David Crane, americký scenárista, spisovatel a producent
- 14. srpna – Tony Moran, americký herec a filmový producent
- 15. srpna – Diedrich Diederichsen, německý spisovatel
- 16. srpna – Laura Innes, americká herečka, scenáristka a režisérka
- 17. srpna – Ciwan Haco, kurdský muzikant a zpěvák
- 18. srpna
  - Carole Bouquet, francouzská herečka
  - Tchan Tun, čínský skladatel soudobé vážné hudby
- 20. srpna – Simon Donaldson, britský matematik
- 21. srpna
  - Budgie, britský bubeník
  - Bernard Verlhac, francouzský karikaturista († 7. ledna 2015)
- 22. srpna – Steve Davis, britský hráč snookeru
- 24. srpna – Stephen Fry, britský herec, komik, spisovatel
- 26. srpna – Dr. Alban, nigerijský hudebník
- 27. srpna – Táňa Radeva, slovenská herečka
- 28. srpna
  - Aj Wej-wej, čínský výtvarný umělec, architekt a občanský aktivista
  - Ivo Josipović, chorvatský prezident, právník a hudební skladatel
- 29. srpna – Grzegorz Ciechowski, polský hudebník a hudební skladatel († 22. prosince 2001)
- 31. srpna – Glenn Tilbrook, britský zpěvák a kytarista
- 1. září – Gloria Estefan, kubánsko-americká zpěvačka a autorka písní
- 2. září
  - Ingrid Auerswaldová, německá sprinterka, olympijská vítězka
  - Steve Porcaro, americký skladatel a hráč na klávesové nástroje
- 4. září
  - Khandi Alexanderová, americká tanečnice, choreografka a herečka
  - Patricia Tallmanová, americká herečka a kaskadérka
- 6. září
  - Michaëlle Jeanová, generální guvernérka Kanady
  - José Sócrates, portugalský politik, předseda vlády
- 10. září – Paweł Huelle, polský spisovatel († 27. listopadu 2023)
- 11. září
  - Preben Elkjær Larsen, dánský fotbalista
  - Ladislav Hrubý, slovenský spisovatel
- 12. září – Hans Zimmer, německý autor filmové hudby
- 13. září – Vinny Appice, americký rockový bubeník
- 15. září – Paweł Pawlikowski, britský režisér a scenárista polského původu
- 21. září
  - Ethan Jesse Coen, americký režizér, scenárista a producent
  - Kevin Rudd, australský předseda vlády
- 22. září
  - Nick Cave, australský zpěvák, skladatel, herec a spisovatel
  - Refat Čubarov, vůdce Krymských Tatarů
- 23. září – Rosalind Chaová, americká herečka
- 24. září – Brad Bird, americký režisér, scenárista
- 25. září – Michael Madsen, americký herec († 3. července 2025)
- 30. září – Fran Drescher, americká herečka, bavička a aktivistka
- 2. října – Kate St John, anglická hudebnice, zpěvačka, skladatelka a producentka
- 5. října – Bernie Mac, americký herec a komik († 9. srpna 2008)
- 7. října
  - Michael W. Smith, americký zpěvák, skladatel, kytarista a klávesista
  - Jayne Torvillová, britská krasobruslařka, olympijská vítězka
- 9. října – Herman Brusselmans, vlámský píšící belgický spisovatel
- 11. října – Paul Sereno, americký paleontolog
- 13. října – Lincoln Child, americký spisovatel
- 16. října – Guntars Krasts, premiér Lotyšska
- 17. října – Pino Palladino, britský baskytarista italského původu
- 20. října – Manuel Huerga, španělský filmový režisér a scenárista
- 21. října
  - Wolfgang Ketterle, německý fyzik, Nobelova cena za fyziku
  - Steve Lukather, americký kytarista, zpěvák, skladatel
  - Julian Cope, anglický hudebník
- 23. října – Paul Kagame, prezident Rwandy
- 23. října – Albert Weber, švýcarský umělec
- 25. října – Nancy Cartwrightová, americká dabérka
- 28. října
  - Roza Rymbajeva, kazašská zpěvačka populární hudby
  - Dan Castellaneta, americký dabér a komik
  - Christian Berkel, německý herec
- 30. října – Ľubomír Ftáčnik, slovenský mezinárodní šachový velmistr
- 3. listopadu
  - Dolph Lundgren, švédský herec a režisér
  - Martin Milan Šimečka, slovenský spisovatel a publicista
- 4. listopadu
  - Tony Abbott, australský premiér
  - Madhukar, německý filosof a zastánce východních nauk
- 13. listopadu – Stephen Baxter, britský autor hard science fiction
- 14. listopadu
  - Nicholas Lens, belgický hudební skladatel
  - Ben Neill, americký trumpetista a hudební skladatel
- 15. listopadu – Oliver Andrásy, slovenský moderátor, scenárista a režisér
- 16. listopadu – Hideaki Tomijama, japonský zápasník, olympijský vítěz
- 17. listopadu – Dani Levy, švýcarský režisér, herec a scenárista
- 19. listopadu
  - Joel Goldsmith, americký hudební skladatel († 29. dubna 2012)
  - Ofra Haza, izraelská herečka a zpěvačka († 23. února 2000)
  - Phil Spalding, britský baskytarista
- 20. listopadu – Goodluck Jonathan, prezident Nigérie
- 22. listopadu – Alan Stern, americký astrofyzik a planetolog
- 24. listopadu – Denise Crosbyová, americká herečka
- 26. listopadu
  - Rodolphe Burger, francouzský hudebník
  - Matthias Reim, německý zpěvák, kytarista, skladatel
- 27. listopadu – Caroline Kennedyová, americká spisovatelka, právnička a diplomatka
- 29. listopadu
  - Jennifer Battenová, americká kytaristka
  - Jean-Philippe Toussaint, belgický spisovatel a filmový režisér
- 30. listopadu
  - Richard Barbieri, anglický skladatel a hráč na klávesové nástroje
  - Colin Mochrie, kanadský herec, improvizační komik, režisér a scenárista
- 1. prosince – Chris Poland, americký kytarista
- 8. prosince – Michail Kasjanov, premiér Ruska
- 9. prosince – Steve Taylor, americký zpěvák, skladatel
- 10. prosince – Michael Clarke Duncan, americký herec († 3. září 2012)
- 12. prosince
  - Sheila E., americká hráčka na bicí nástroje a zpěvačka
  - Axel Scheffler, britský knižní ilustrátor německého původu
- 13. prosince
  - Steve Buscemi, americký filmový a divadelní herec a režisér
  - David Tronzo, americký kytarista
- 14. prosince – Patrick Deville, francouzský spisovatel
- 20. prosince
  - Billy Bragg, britský zpěvák, kytarista
  - Mike Watt, americký hráč na basovou kytaru, zpěvák a skladatel
- 21. prosince
  - Rolf Kanies, německý herec
  - Ray Romano, americký herec, scenárista a komik
- 24. prosince – Hámid Karzaj, afghánský prezident
- 25. prosince – Shane MacGowan, irský hudebník, zpěvák, kytarista († 30. listopadu 2023)
- 26. prosince
  - Guy Barker, britský jazzový trumpetista a skladatel
  - Gerd Schwerhoff, německý historik
- 29. prosince – Bruce Beutler, americký imunolog a genetik, Nobelova cena 2011
- 31. prosince
  - Fabrizio Meoni, italský off-road a motocyklový závodník († 11. ledna 2005)
  - Peter Williams, jamajský herec

## Úmrtí

### Česko

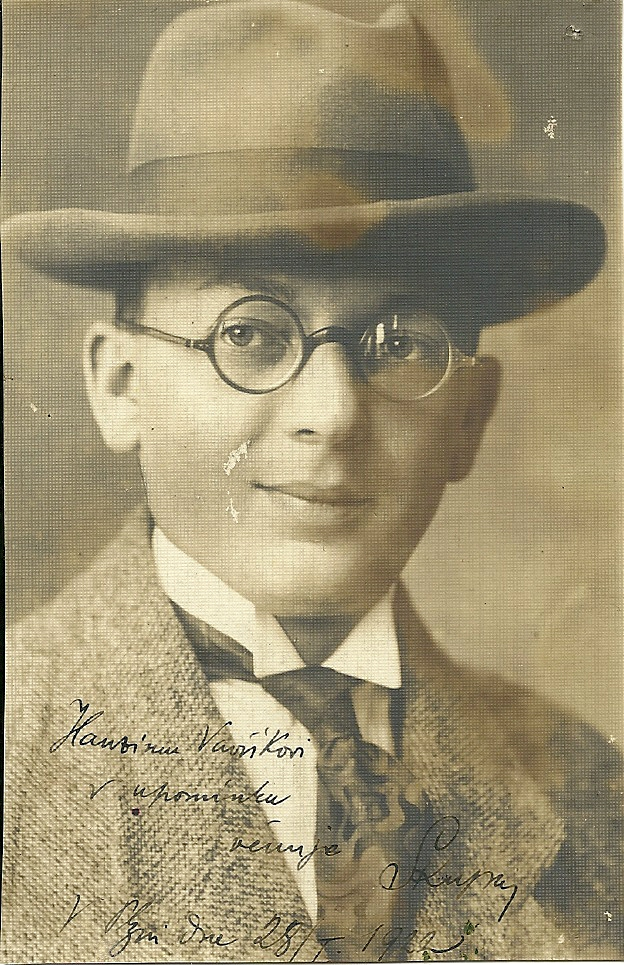
Josef Skupa († 8. ledna)

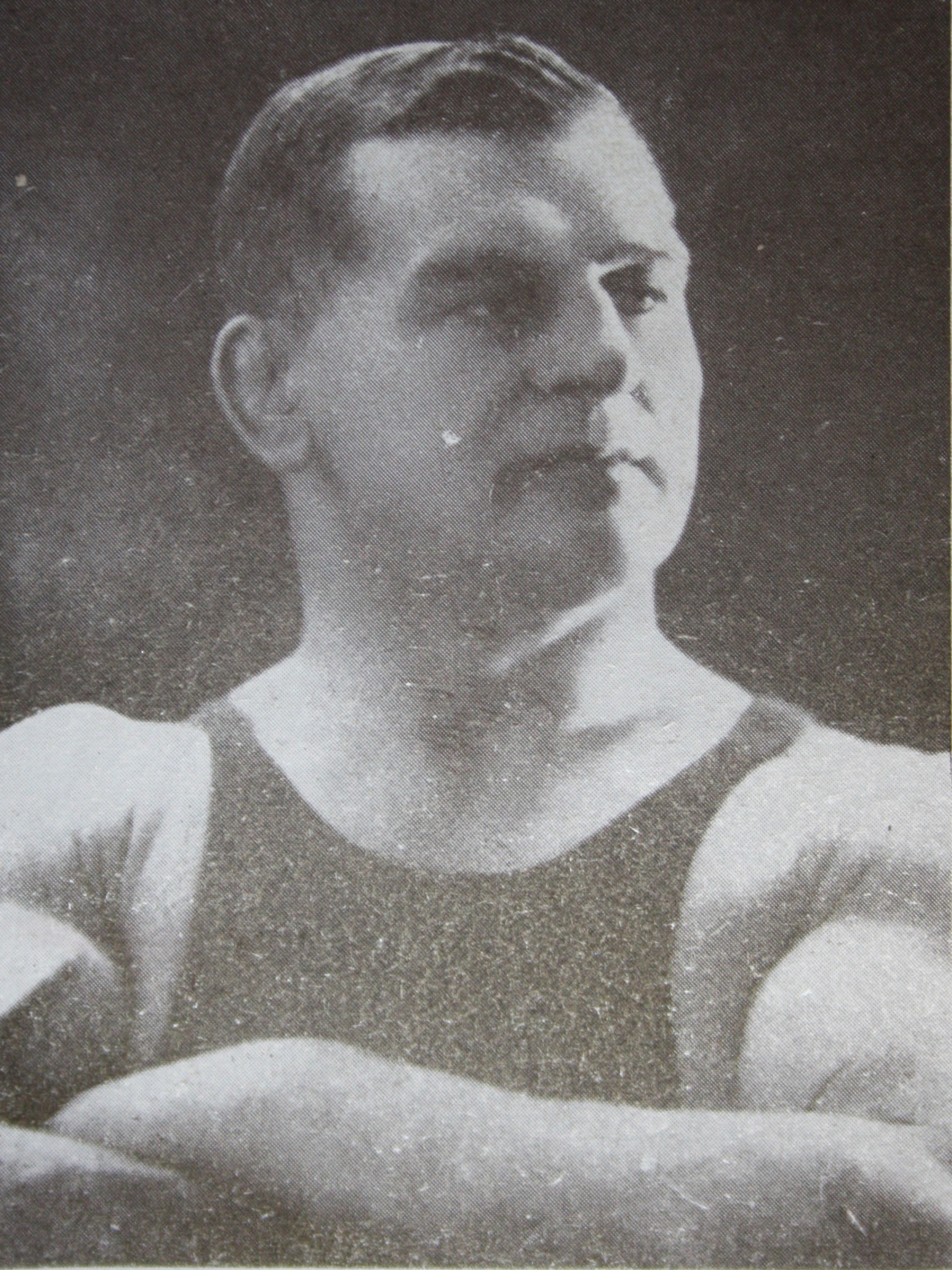
Gustav Frištenský († 4. dubna)

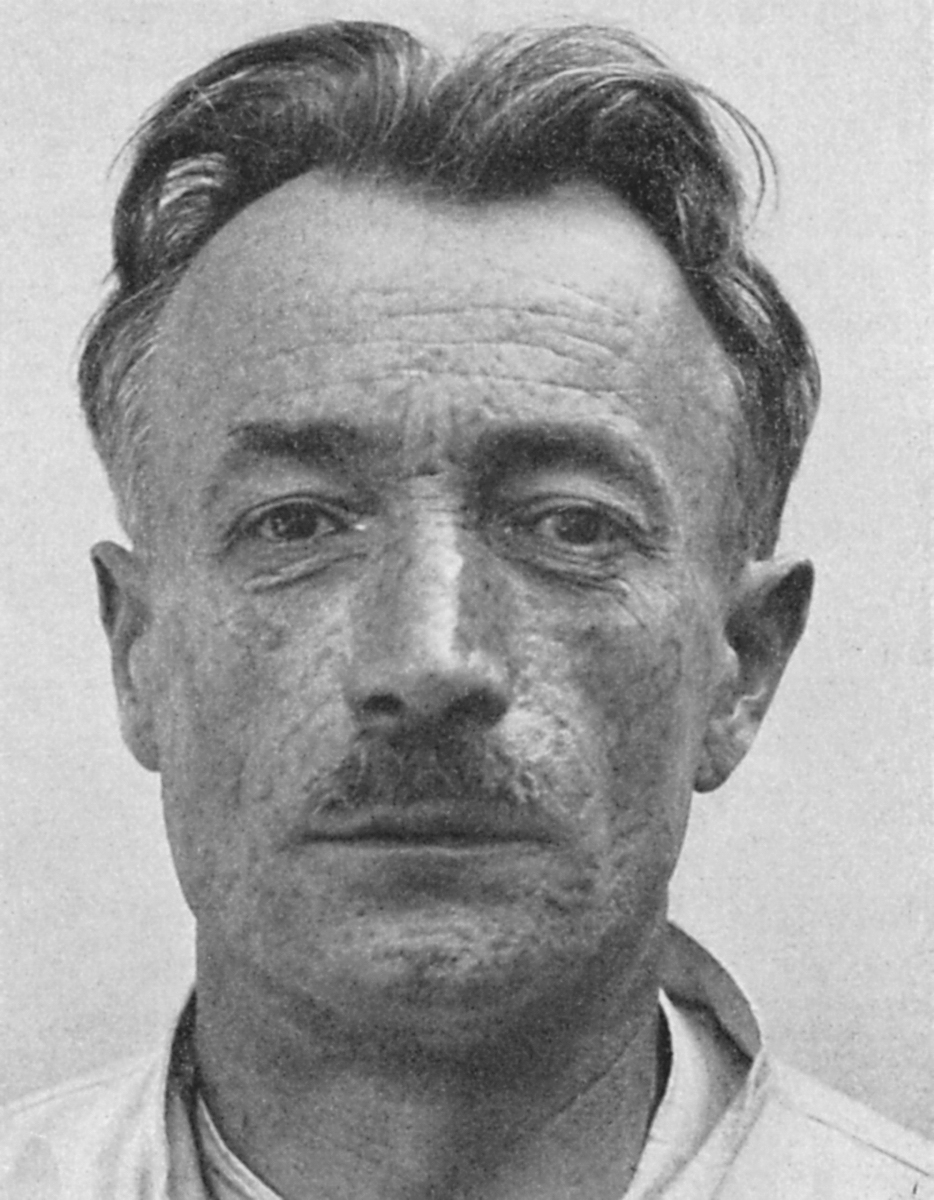
František Kupka († 24. června)

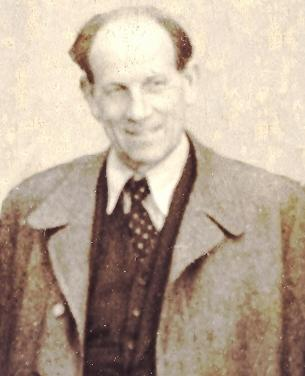
Antonín Zápotocký († 13. listopadu)

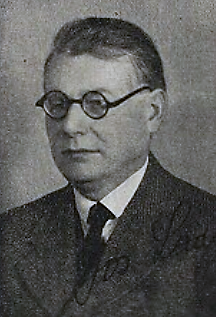
Josef Lada († 14. prosince)

- 3. ledna – Emil Šulc, architekt (* 1. května 1891)
- 5. ledna
  - Oldřich Duras, šachista, první český mezinárodní velmistr (* 30. října 1882)
  - Bohumír Cigánek, biskup Církve československé (husitské) (* 11. září 1874)
- 7. ledna – Karel Hloucha, spisovatel (* 21. února 1880)
- 8. ledna – Josef Skupa, loutkář (* 16. ledna 1892)
- 15. ledna – František Bakule, učitel (* 18. května 1877)
- 27. ledna – František Slavík, mineralog, petrolog a geolog (* 18. srpna 1876)
- únor – Jan Hořejší, spisovatel, překladatel a průkopník skautingu (* 25. července 1885)
- 8. února – Walther Bothe, německý fyzik (* 8. ledna 1891)
- 9. února – Bedřich Dubský, jihočeský archeolog (* 10. července 1880)
- 10. února – Josef Benoni, dramatik, spisovatel a impresionistický malíř (* 23. srpna 1870)
  - Josef Wagner, sochař a kreslíř (* 2. března 1901)
- 11. února – Jana Rybářová, herečka (* 31. března 1936)
- 19. února – František Filip, „Bezruký Frantík“, tělesně postižený spisovatel (* 20. února 1904)
- 20. února – Gejza Fritz, československý politik slovenské národnosti (* 19. září 1880)
- 3. března – Antonín Zelnitius, učitel a amatérský archeolog (* 12. dubna 1876)
- 5. března – Viktor Stretti, grafik, malíř a ilustrátor (* 7. dubna 1878)
- 8. března
  - Václav Karel Vendl, historik umění (* 25. ledna 1892)
  - János Esterházy, politický vůdce maďarské menšiny v Československu (* 14. března 1901)
- 11. března – Karel V. Rypáček, novinář a překladatel (* 9. ledna 1885)
- 13. března – František Lašek, herec (* 31. března 1883)
- 20. března – Míla Pačová, herečka (* 11. dubna 1887)
- 3. dubna – Záboj Bláha-Mikeš, hudební redaktor, organizátor a skladatel (* 22. listopadu 1887)
- 6. dubna
  - Gustav Frištenský, zápasník (* 18. května 1879)
  - Antonín Odehnal, sochař (* 1. listopadu 1878)
- 26. dubna – Ignác Grebáč-Orlov, československý politik, básník a překladatel (* 25. ledna 1888)
- 27. dubna – Barbora Markéta Eliášová, cestovatelka a spisovatelka (* 2. listopadu 1874)
- 3. května – Marie Ondříčková, houslistka, klavíristka a učitelka hudby (* 1. prosince 1870)
- 6. května – Alois Lang, kněz, básník a esejista (* 12. června 1869)
- 9. května – Edmond Konrád, dramatik (* 30. května 1889)
- 11. května – Emmerich Alois Hruška, spisovatel a malíř (* 2. února 1895)
- 12. května – Jaromír Klika, botanik (* 26. prosince 1888)
- 13. května – Paul Wittich, československý politik německé národnosti (* 22. listopadu 1877)
- 19. května – Alois Praveček, dirigent a skladatel (* 10. ledna 1880)
- 23. května – Marie Votrubová-Haunerová, básnířka, dramatička a překladatelka (* 2. srpna 1878)
- 24. května – František Lorenc, esperantista (* 24. prosince 1872)
- 13. června
  - Antonín Ausobský, architekt (* 13. června 1885)
  - Joe Hloucha, japanolog, spisovatel, cestovatel a sběratel (* 4. září 1881)
- 17. června – Otakar Nejedlý, malíř (* 14. března 1883)
- 18. června – Anna Maria Tilschová, prozaička (* 11. listopadu 1873)
- 23. června – Louis Fürnberg, německy píšící spisovatel a diplomat (* 24. května 1909)
- 24. června – František Kupka, malíř (* 23. září 1871)
- 1. července – Rudolf Kukač, profesor statiky pozemních staveb, rektor ČVUT (* 19. listopadu 1889)
- 2. července – Ladislav Zelenka, violoncellista a hudební pedagog (* 11. března 1881)
- 4. července – Josef Bubník, československý politik (* 14. května 1879)
- 5. července – Zdeněk Němeček, spisovatel (* 19. února 1894)
- 8. července – Karel Václav Petřík, československý generál (* 16. srpna 1885)
- 11. července – Bedřich Šupčík, sportovní gymnasta, první československý olympijský vítěz (* 22. října 1898)
- 23. července – Karl Kostka, československý politik německé národnosti (* 5. května 1870)
- 28. července – Géza Szüllő, československý politik maďarské národnosti (* 5. února 1872)
- 9. srpna – Josef Zadina, prvorepublikový ministr zemědělství (* 16. června 1887)
- 11. srpna – Josef Bryks, účastník československého protinacistického odboje a oběť komunismu (* 18. března 1916)
- 18. srpna – Jiří Slavíček, filmový střihač, scenárista a režisér (* 31. července 1901)
- 19. srpna – Vladimír Řepa, herec (* 8. listopadu 1900)
- 22. srpna – Josef Holub, malíř (* 13. listopadu 1870)
- 28. srpna – Rudolf Vanýsek, lékař (* 5. února 1876)
- 3. září – Otto Ušák, malíř a přírodovědný ilustrátor (* 28. prosince 1892)
- 7. září – Vojtěch Dundr, československý politik (* 25. prosince 1879)
- 10. září – Roman Cikhart, pedagog, spisovatel a regionální historik (* 4. února 1886)
- 26. září – Vojtěch Zapletal, kněz a hudební skladatel (* 8. června 1877)
- 29. září – Josef Ejem, československý odbojář, generál a komunistický politik (* 17. ledna 1892)
- 30. září – Otto Ježek, básník (* 7. prosince 1896)
- 6. října – Andrej Kubál, československý politik slovenské národnosti (* 19. dubna 1880)
- 8. října – Fritz Oehlinger, československý politik německé národnosti (* 23. srpna 1878)
- 10. října – Jaroslav Seník, herec (* 21. července 1897)
- 11. října – Josef Zasche, architekt německé národnosti (* 9. listopadu 1871)
- 17. října – Ralph Benatzky, česko-rakouský operetní skladatel (* 5. června 1884)
- 23. října – Miloš Klicman, knižní grafik (* 2. června 1890)
- 26. října – Fritz Lehmann, architekt německé národnosti (* 18. července 1889)
- 27. října – Kristina Ringlová, vizionářka mariánského zjevení v Suchém Dole (* 6. června 1878)
- 3. listopadu – Bohumila Sílová, spisovatelka knih pro děti (* 20. srpna 1908)
- 13. listopadu – Antonín Zápotocký, československý prezident (* 19. prosince 1884)
- 19. listopadu – Karel Stloukal, historik a archivář (* 2. listopadu 1887)
- 20. listopadu – Otakar Mrkvička, malíř, ilustrátor a karikaturista (* 19. prosince 1898)
- 23. listopadu – Antonín Uhlíř, sociolog a politik (* 18. června 1882)
- 26. listopadu – Theodor Čejka, esperantista (* 10. ledna 1878)
- 1. prosince – Jan Čančara, československý politik (* 1. května 1872)
- 11. prosince – Anna Perthen, československá německé národnosti (* 22. prosince 1866)
- 14. prosince – Josef Lada, malíř, ilustrátor a spisovatel (* 17. prosince 1887)
- 26. prosince – Marek Čulen, československý politik, ministr zemědělství Slovenské republiky (* 8. března 1887)
- 27. prosince – Josef Hudec, československý politik (* 24. května 1873)
- 30. prosince – Václav Mrázek, sériový vrah (* 22. října 1925)
- ? – Antonín Pressler, fotbalista (* 1877)

### Svět

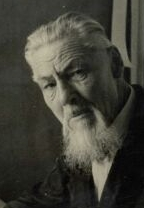
Jože Plečnik († 7. ledna)

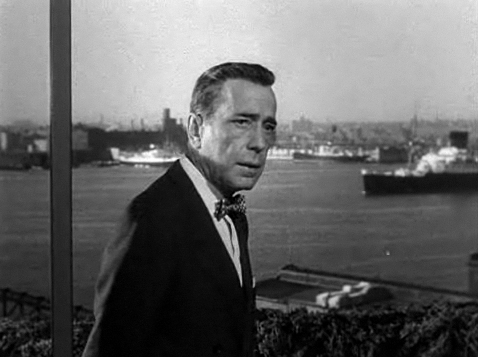
Humphrey Bogart († 14. ledna)

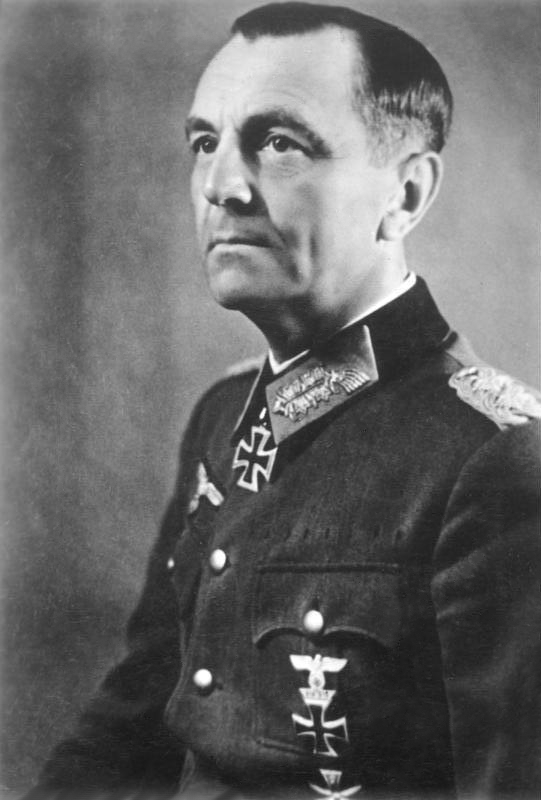
Friedrich Paulus († 1. února)

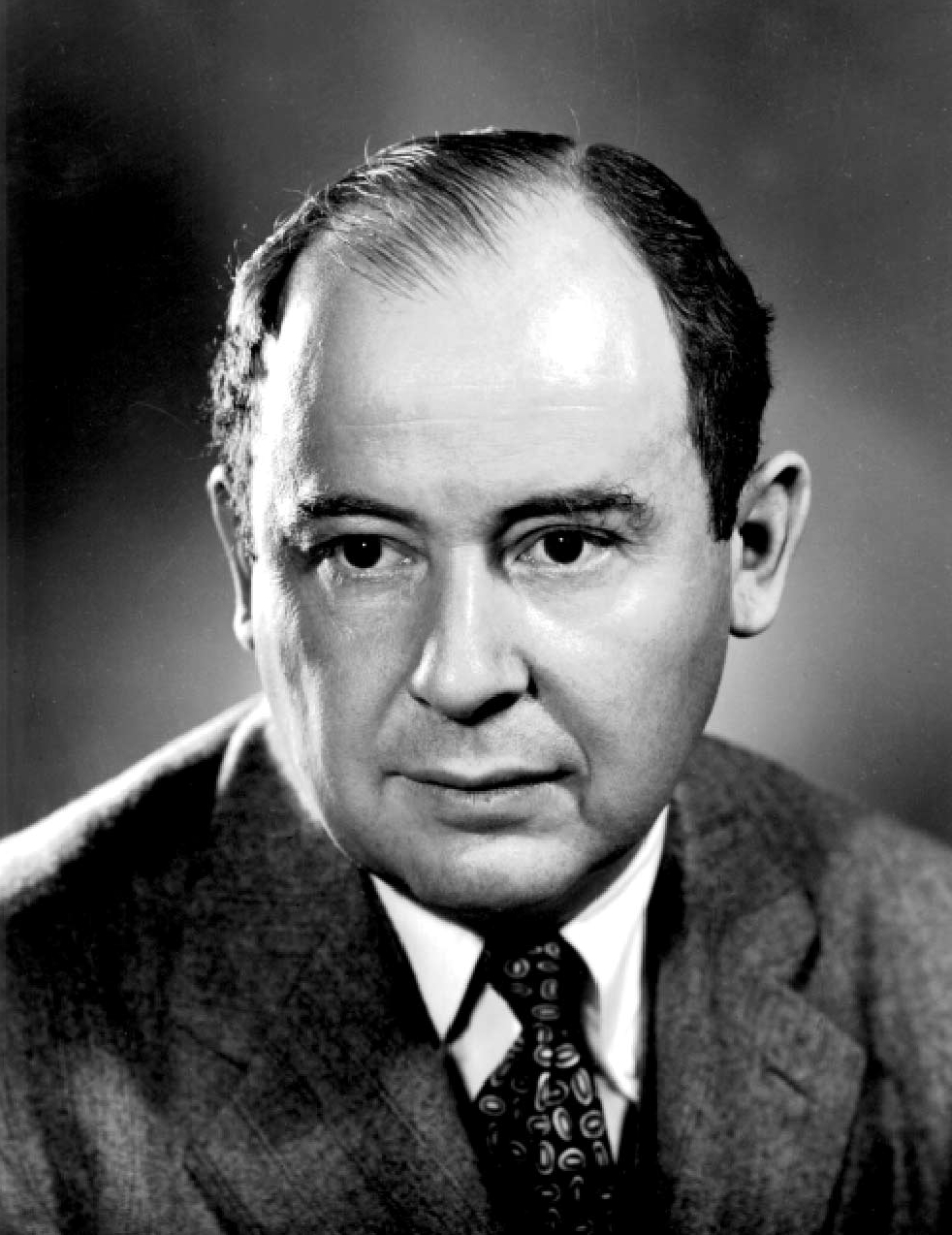
John von Neumann († 8. února)

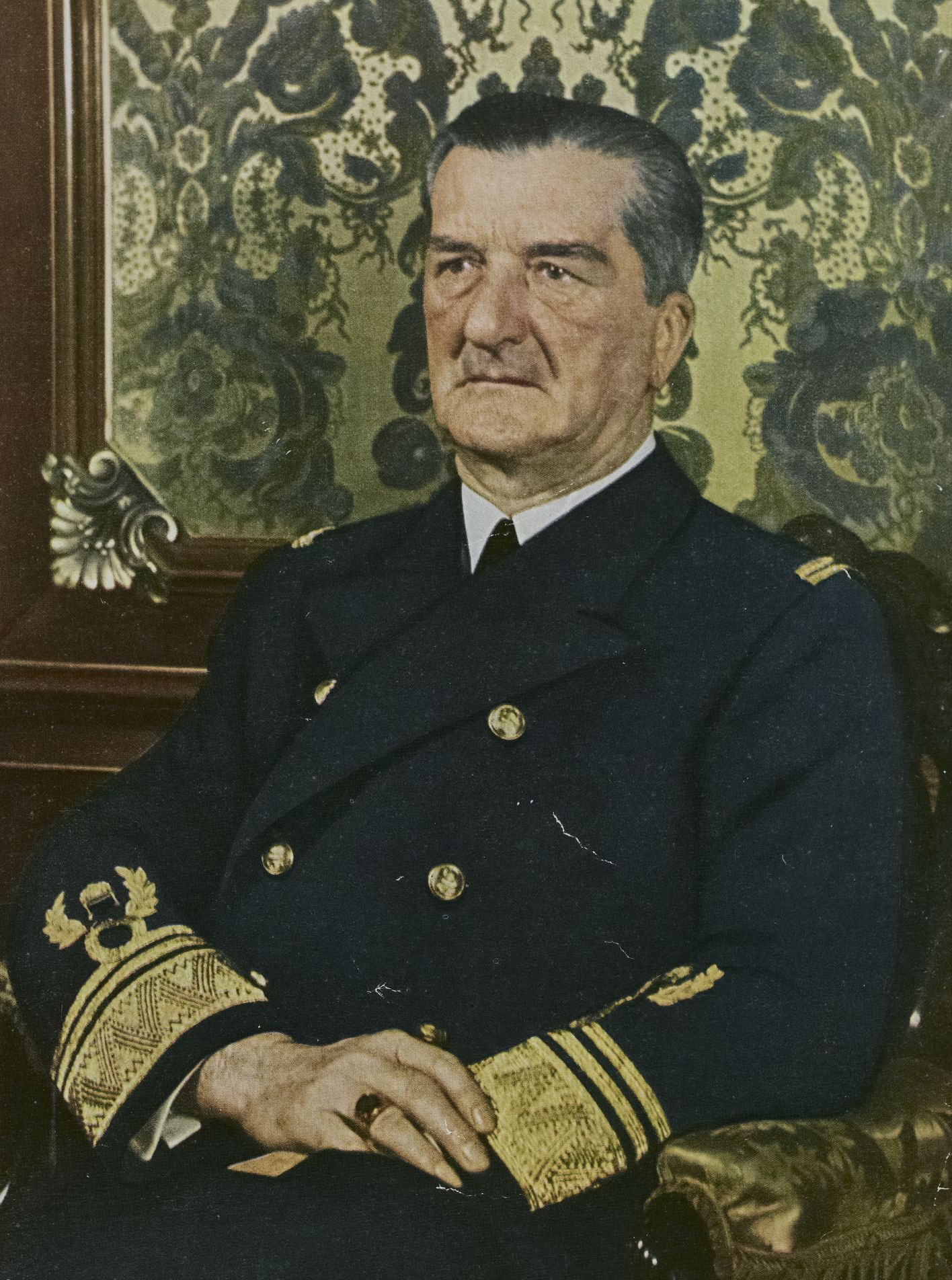
Miklós Horthy († 9. února)

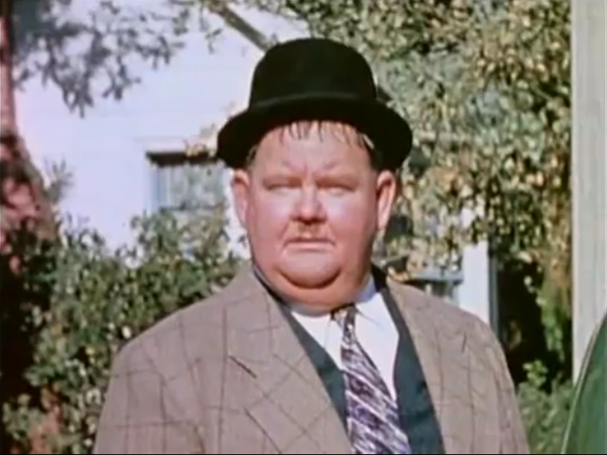
Oliver Hardy († 7. srpna)

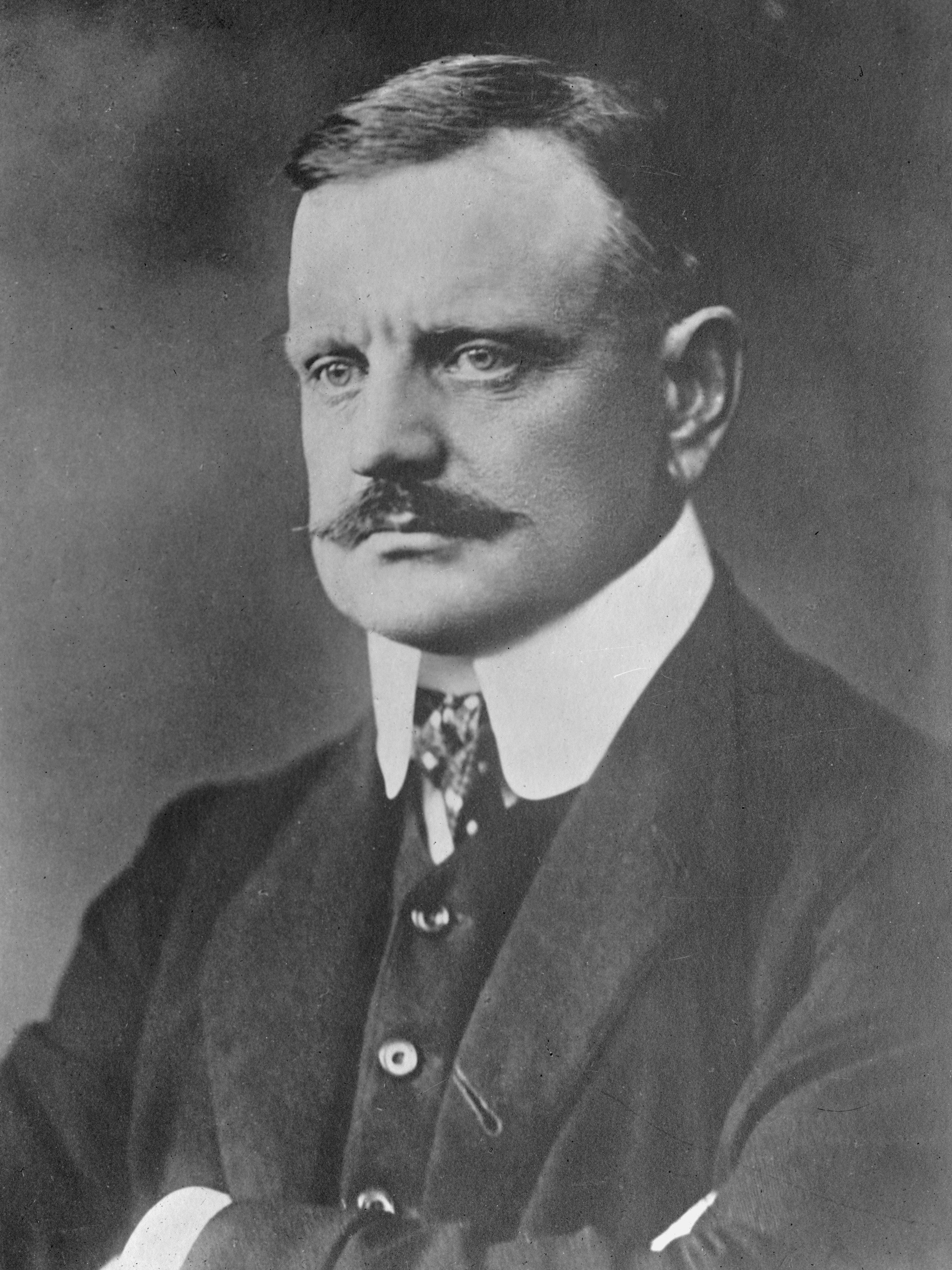
Jean Sibelius († 20. září)

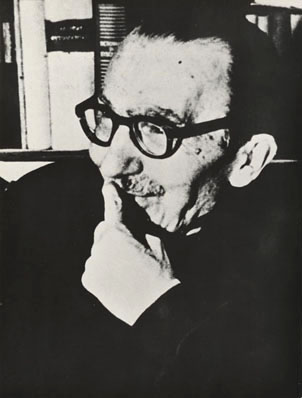
Nikos Kazantzakis († 26. října)

- 4. ledna – Theodor Körner, rakouský prezident (* 23. dubna 1873)
- 7. ledna – Jože Plečnik, slovinský architekt (* 23. ledna 1872)
- 9. ledna – Viktor von Weizsäcker, německý neurolog, fyziolog a filosof (* 21. dubna 1886)
- 10. ledna – Gabriela Mistralová, chilská básnířka, nositelka Nobelovy ceny za literaturu (* 7. dubna 1889)
- 13. ledna – Felix Bryk, švédský antropolog, entomolog a spisovatel (* 21. ledna 1882)
- 14. ledna – Humphrey Bogart, americký herec (* 25. prosince 1899)
- 16. ledna – Arturo Toscanini, italský dirigent (* 26. března 1867)
- 20. ledna – James Connolly, americký atlet a spisovatel (* 28. října 1868)
- 22. ledna – Paul Walden, německý chemik (* 26. července 1863)
- 1. února – Friedrich Paulus, německý polní maršál v druhé světové válce (* 23. září 1890)
- 8. února
  - John von Neumann, maďarský matematik (* 28. prosince 1903)
  - Walther Bothe, německý fyzik (* 8. ledna 1891)
- 9. února – Miklós Horthy, regent Maďarska a hlavu státu (* 18. června 1868)
- 10. února – Josef Benoni, dramatik, spisovatel a impresionistický malíř (* 23. srpna 1870)
- 10. února – Laura Ingalls Wilder, americká spisovatelka (* 7. února 1867)
- 13. února – Gustav Mie, německý fyzik (* 29. září 1869)
- 18. února
  - 18. února – Adam Gustaf Afzelius, dánský historik (* 20. dubna 1905)
  - 18. února – Henry Norris Russell, americký astronom (* 25. října 1877)
- 19. února – Maurice Garin, italský cyklista
- 23. února – Paul Ende, německý politik (* 31. října 1874)
- 25. února – Bugs Moran, chicagský gangster (* 21. srpna 1893)
- 26. února – Roger Vercel, francouzský spisovatel (* 8. ledna 1894)
- 27. února – Ernst Kris, americký psychoanalytik, historik umění a sociolog (* 25. dubna 1900)
- 28. února – Nils Åberg, švédský prehistorik (* 24. července 1888)
- 4. března – Alžběta Marie Bavorská, princezna bavorská z rodu Wittelsbachů (* 8. ledna 1874)
- 8. března – Rafael Millán Picazo, španělský hudební skladatel (* 24. září 1893)
- 9. března – Jozef Turanec, generál slovenské armády během druhé světové války (* 7. března 1892)
- 11. března – Richard Evelyn Byrd, americký polární badatel (* 25. října 1888)
- 14. března – Boris Nikolajevič Jurjev, ruský letecký konstruktér (* 10. listopadu 1889)
- 15. března
  - Rudolf Kastner, maďarský novinář a právník, zachránce Židů (* 1906)
  - Moša Pijade, jugoslávský komunistický politik a partyzán (* 4. ledna 1890)
- 16. března – Constantin Brâncuși, rumunský sochař a fotograf (* 19. února 1876)
- 20. března – Charles Kay Ogden, anglický spisovatel a lingvista (* 1. června 1889)
- 26. března – Édouard Herriot, premiér Francie (* 5. července 1872)
- 6. dubna – Pierina Morosini, italská mučednice, blahoslavená (* 7. ledna 1931)
- 11. dubna – Freeman Wills Crofts, anglický spisovatel (* 1. června 1879)
- 15. dubna – Alexandra Viktorie Šlesvicko-Holštýnsko-Sonderbursko-Glücksburská, pruská princezna (* 21. dubna 1887)
- 16. dubna – Johnny Torrio, italsko-americký mafiánský boss (* únor 1882)
- 26. dubna – Gičin Funakoši, japonský učitel karate (* 10. listopadu 1868)
- 28. dubna – Frieda Fromm-Reichmannová, americká psychoanalytička (* 23. října 1889)
- 2. května – Joseph McCarthy, americký republikánský politik (* 14. listopadu 1908)
- 7. května – Arnold van Gennep, francouzský antropolog, religionista a etnolog (* 24. dubna 1873)
- 9. května – Ezio Pinza, italský operní zpěvák (* 18. května 1852)
- 11. května – Josef Weingartner, německý kněz a historik umění (* 10. února 1885)
- 12. května – Erich von Stroheim, rakouský filmový režisér a herec (* 22. srpna 1885)
- 24. května – Thit Jensenová, dánská spisovatelka (* 19. ledna 1876)
- 28. května – Nyanatiloka, první německý buddhistický mnich (* 19. února 1878)
- 6. června – Rudolf Fischer, německý spisovatel (* 6. března 1901)
- 12. června – Jimmy Dorsey, americký klarinetista, saxofonista a skladatel (* 29. února 1904)
- 13. června – Irving Baxter, americký atlet, dvojnásobný olympijský vítěz 1900 (* 25. března 1876)
- 21. června – Johannes Stark, německý fyzik, nositel Nobelovy ceny (* 15. dubna 1874)
- 26. června – Malcolm Lowry, anglický básník a spisovatel (* 28. července 1909)
- 27. června – Hermann Buhl, rakouský horolezec (* 21. září 1924)
- 28. června – Alfred Döblin, německý spisovatel a lékař (* 10. srpna 1878)
- 30. června – Johann Rattenhuber, šéf RSD (Říšská bezpečnostní služba) (* 30. dubna 1897)
- 8. července – Grace Coolidgeová, manželka 30. prezidenta USA Calvina Coolidge (* 3. ledna 1879)
- 19. července – Curzio Malaparte, italský spisovatel (* 9. června 1898)
- 23. července
  - Giuseppe Tomasi di Lampedusa, italský spisovatel (* 23. prosince 1896)
  - Nikola Mirkov, srbský inženýr, autor modernizace kanálu Dunaj–Tisa–Dunaj (* 13. května 1890)
- 2. srpna – Lasar Segall, brazilský malíř a sochař (* 21. července 1891)
- 5. srpna – Heinrich Otto Wieland, německý chemik, nositel Nobelovy ceny za chemii (* 4. června 1877)
- 7. srpna – Oliver Hardy, americký komik (* 18. ledna 1892)
- 11. srpna – Rudolf Weigl, polský imunolog (* 2. září 1883)
- 16. srpna – Irving Langmuir, americký chemik, nositel Nobelovy ceny (* 31. ledna 1881)
- 19. srpna – Carl-Gustav Arvid Rossby, švédsko-americký meteorolog (* 28. prosinec 1898)
- 21. srpna – Harald Ulrik Sverdrup, norský meteorolog, oceánograf a polárník (* 15. listopadu 1888)
- 24. srpna – Ronald Knox, anglický katolický kněz a spisovatel (* 17. února 1888)
- 25. srpna – Leo Perutz, německý spisovatel a dramatik (* 2. listopadu 1884)
- 11. září – Harry Watson, kanadský hokejista, zlato na OH 1924 (* 14. července 1898)
- 19. září – Reginald Aldworth Daly, kanadský geolog (* 18. března 1871)
- 20. září – Jean Sibelius, finský hudební skladatel (* 8. prosince 1865)
- 21. září – Haakon VII., norský král (* 3. srpna 1872)
- 23. září – Edmund Wilhelm Braun, německý historik umění (* 23. ledna 1870)
- 25. září – Josef František Habsbursko-Lotrinský, rakouský arcivévoda z uherské linie (* 28. března 1893)
- 26. září – Alexej Michajlovič Remizov, ruský spisovatel a kaligraf (* 6. července 1877)
- 1. října – Janusz Maria Brzeski, polský umělec, fotograf, grafik, ilustrátor (* 17. února 1907)
- 2. října – Luigi Ganna, italský cyklista (* 1883)
- 5. října – José Andrade, uruguayský fotbalista (* 20. listopadu 1901)
- 7. října – Zinovij Davydov, ruský sovětský spisovatel (* 28. dubna 1892)
- 13. října – Erich Auerbach, německý filolog a literární kritik (* 9. listopadu 1892)
- 15. října – Henry van de Velde, belgický malíř, návrhář a architekt (* 3. dubna 1863)
- 17. října – Avetik Isahakjan, arménský básník (* 19. října 1875)
- 19. října – Vere Gordon Childe, australský archeolog, historik a lingvista (* 14. dubna 1892)
- 24. října – Christian Dior, francouzský módní návrhář (* 21. ledna 1905)
- 26. října
  - Nikos Kazantzakis, řecký spisovatel (* 18. února 1883)
  - Gerty Coriová, americko-česká biochemička (* 15. srpen 1896)
- 29. října – Louis B. Mayer, americký filmový producent (* 12. července 1884)
- 2. listopadu – Ted Meredith, americký atlet, dvojnásobný olympijský vítěz (* 14. listopadu 1891)
- 3. listopadu – Wilhelm Reich, rakousko-americký psychiatr (* 24. března 1897)
- 4. listopadu – Shoghi Effendi, Strážce víry Bahá'í (* 1. března 1897)
- 24. listopadu – Diego Rivera, mexický malíř (* 8. prosince 1886)
- 26. listopadu – Billy Bevan, australský komik (* 29. září 1887)
- 28. listopadu – Elena Černohorská, etiopská císařovna, albánská a italská královna (* 8. ledna 1873)
- 29. listopadu
  - Erich Wolfgang Korngold, rakousko-americký hudební skladatel, klavírista a dirigent (* 29. května 1897)
  - Chaim Michael Dov Weissmandl, rabín, který v době 2. světové války usiloval o záchranu Židů (* 25. října 1903)
- 8. prosince – Ferdo Kozak, slovinský spisovatel (* 18. října 1894)
- 16. prosince
  - Martin Sokol, ministr vnitra autonomní vlády Slovenska (* 3. listopadu 1901)
  - Heinrich Hoffmann, německý fotograf a tvůrce nacistické propagandy (* 12. září 1885)
- 18. prosince – Dorothy L. Sayersová, anglická spisovatelka a překladatelka (* 13. června 1893)
- 23. prosince – Vladimir Levstik, slovinský spisovatel (* 19. ledna 1886)
- 25. prosince – Charles Pathé, francouzský průkopník filmu (* 26. prosince 1863)

## Hlavy států
- Československo – Antonín Zápotocký (1953–1957) / Antonín Novotný (1957–1968) (premiér Viliam Široký 1953–1963)
- Čína – Mao Ce-tung (1949–1976)
- Dánsko – Frederik IX. (1947–1972)
- Egypt – Gamál Násir (1956–1970)
- Francie – René Coty (1954–1959)
- Itálie – Giovanni Gronchi (1955–1962)
- Japonsko – Hirohito (1926–1989)
- Maďarsko – István Dobi (1952–1967)
- Německá demokratická republika – Wilhelm Pieck (1949–1960)
- Nizozemsko – Juliána Nizozemská (1948–1980)
- Rakousko – Theodor Körner (1951–1957) / Adolf Schärf (1957–1965) (kancléř Julius Raab 1953–1961)
- Řecko – Pavel I. (1947–1964)
- Sovětský svaz – Nikita Sergejevič Chruščov (1953–1964)
- Spojené království – Alžběta II. (1952–2022) (premiér Anthony Eden 1955–1957 / Harold Macmillan 1957–1963)
- Spolková republika Německo – Theodor Heuss (1949–1959) (kancléř Konrad Adenauer 1949–1963)
- Španělsko – Francisco Franco (1939–1975)
- Švédsko – Gustav VI. Adolf (1950–1973)
- Turecko – Celâl Bayar (1950–1960)
- USA – Dwight D. Eisenhower (1953–1961)
- Vatikán – Pius XII. (1939–1958)

## Zajímavosti
Rok 1957 byl označen za „Mezinárodní geofyzikální rok“. K této příležitosti byly v Antarktidě vybudovány vědecké výzkumné základny Dumont d'Urville, Amundsen–Scott (na Jižním pólu) a polární stanice Vostok (poblíž jižního magnetického pólu).

### Digitální archivy k roku 1957
- Československý filmový týdeník v archivu České televize – rok 1957
- Dokumentární cyklus České televize Retro – rok 1957
- Pořad stanice Český rozhlas 6 Rok po roce – rok 1957
- Rudé právo v archivu Ústavu pro českou literaturu – ročník 37 rok 1957